# Comoras
La Unión de las Comoras (en comorense: Udzima wa Komori; en francés: Union des Comores; en árabe: الاتحاد القمري, al-Ittiḥād al-Qumurī/Qamarī), o simplemente las Comoras o Comores (antiguamente República Federal Islámica de las Comoras), es un país independiente formado por tres islas en el sureste de África, situado al extremo norte del canal de Mozambique en el océano Índico, entre el norte de Madagascar y el este de Mozambique.
El país consta de tres islas volcánicas: Gran Comora (Ngazidja), Mohéli (Mwali) y Anjouan (Nzwani), mientras que la vecina isla de Mayotte (Mahore), reclamada por Comoras, votó en contra de la independencia de Francia en un referéndum celebrado en 1974, y sigue siendo administrada por Francia como departamento de ultramar. Mayotte se convirtió en departamento de ultramar y región de Francia en 2011 tras un referéndum que fue aprobado por abrumadora mayoría.
Comoras es Estado miembro de la Unión Africana, de la Organización Internacional de la Francofonía, de la Organización para la Cooperación Islámica, de la Liga Árabe (de los que es el Estado más meridional de los países que agrupa, y es asimismo el único Estado incluido en la Liga Árabe que está totalmente circunscrito al Hemisferio Sur) y de la Comisión del Océano Índico.
El nombre deriva de la palabra árabe قمر (qamar), «luna». El nombre actual en árabe es precisamente «islas de la luna» (جزر القمر, ŷuzuru l-qamar), y en su bandera aparece la media luna musulmana. Este nombre había sido usado por los geógrafos árabes para denominar a Madagascar.
Desde que declaró su independencia, el país ha experimentado más de veinte golpes de Estado o intentos de golpes, con varios jefes de Estado asesinados. Junto a esta inestabilidad política constante, la población de las Comoras vive con la peor desigualdad de ingresos de cualquier nación, con un coeficiente de Gini superior al 60%, mientras que también se sitúa en un bajo cuartil del Índice de Desarrollo Humano. Según los datos más recientes del Banco Mundial, Comoras registró un coeficiente de Gini de 45.3 en el año 2014, lo que representa una notable disminución respecto al 55.9 observado en 2004. En 2008 aproximadamente la mitad de la población vive por debajo del índice internacional de pobreza de 1,25 dólares al día.
En 2023, Comoras registró un Índice de Desarrollo Humano (IDH) de 0.603, situándose en el puesto 152 a nivel mundial dentro de la categoría de desarrollo humano medio. 

## Historia
Se cree que los primeros habitantes humanos de las Islas Comoras fueron pueblos austronesios, posteriormente arribaron bantúes africanos, y por último colonizadores europeos. Se instalaron allí aproximadamente en el siglo VI. La zona arqueológica de mayor antigüedad se encuentra en Nzwani, aunque algunas fuentes especulan que el asentamiento ya existía en el siglo I. Las Islas Comoras se poblaron paulatinamente a través de una sucesión de diversos grupos provenientes de la costa de África, del golfo Pérsico, del archipiélago malayo, y Madagascar. Colonos de idioma suajili llegaron a las islas como parte de la expansión bantú que tuvo lugar en África durante el primer milenio.
El desarrollo histórico documentado de las Comoras se inició con la influencia suajili, consolidándose en la época de Dembeni (siglos IX-X), durante la cual cada isla mantenía un único pueblo central. Posteriormente, en el período comprendido entre los siglos XI al XV, el comercio con la isla de Madagascar y los comerciantes de Oriente Medio floreció, dando origen al surgimiento de pueblos más pequeños, y al crecimiento de las ciudades existentes. Los ciudadanos y los historiadores del Estado de las Comoras aseguran que los primeros asentamientos árabes existían incluso antes de la llegada de los swahilis al archipiélago, quienes con frecuencia trazan sus genealogías hasta la llegada de antepasados árabes, que habrían viajado desde el Yemen y el antiguo Reino de Saba en Adén, ciudad que es considerada popularmente en las Comoras como el Edén bíblico, aunque no hay ninguna certeza científica para afirmar esto último.

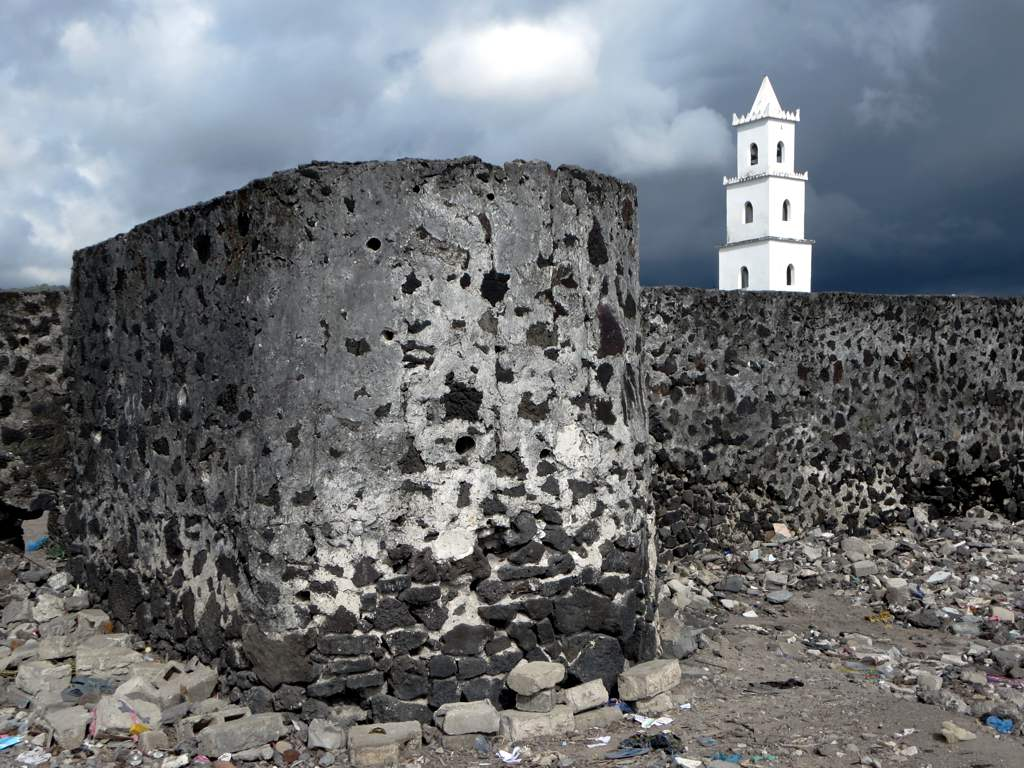
Este muro de piedra, construido originalmente para mantener alejados a los piratas de Madagascar, protege ahora Ntsaoueni, en la costa noroeste de Gran Comora, de las tormentas del Océano Índico.

### Conquista árabe
Los comerciantes árabes fueron los primeros en traer la influencia islámica a las islas. Lo más probable es que el comercio de esclavos en África por parte de los árabes produjera el aumento de la difusión y el dominio de la cultura árabe. Como su religión adquirió prestigio, se construyeron grandes mezquitas. Las Islas Comoras, al igual que otras zonas costeras de la región, formaban parte de las importantes rutas comerciales islámicas que frecuentaban los persas y los árabes. A pesar de su distancia a la costa, Comoras está situada en la ruta marítima entre los principales puertos de Kilwa y Mozambique, en la salida del oro de Zimbabue.
En el siglo XIX, la influencia de los persas sunitas de lengua árabe de Shiraz e Irán, había dominado las islas. Shiraz mantenía intensas relaciones comerciales a lo largo de las costas de África Oriental y Oriente Medio, por lo cual se desarrollaron asentamientos y colonias en el archipiélago. Esto generó un sostenido crecimiento de la influencia cultural árabe en las Comoras, especialmente en la arquitectura y la religión. Las islas fueron cambiando de manos durante los siglos XVI y XVII, pero siempre bajo el mando de sultanatos árabes.
Cuando los europeos mostraron interés en las Comoras, el acervo cultural árabe de las islas primó en detrimento de la herencia africana. No obstante, estudios publicados por Thomas Spear y Randall Pouwells destacan el histórico predominio de la cultura africana sobre la perspectiva árabe.
Este archipiélago sirvió a los antiguos navegantes como puente entre el continente africano y Madagascar, y fue además un punto estratégico de importancia para los comerciantes árabes.

### Contacto con europeos

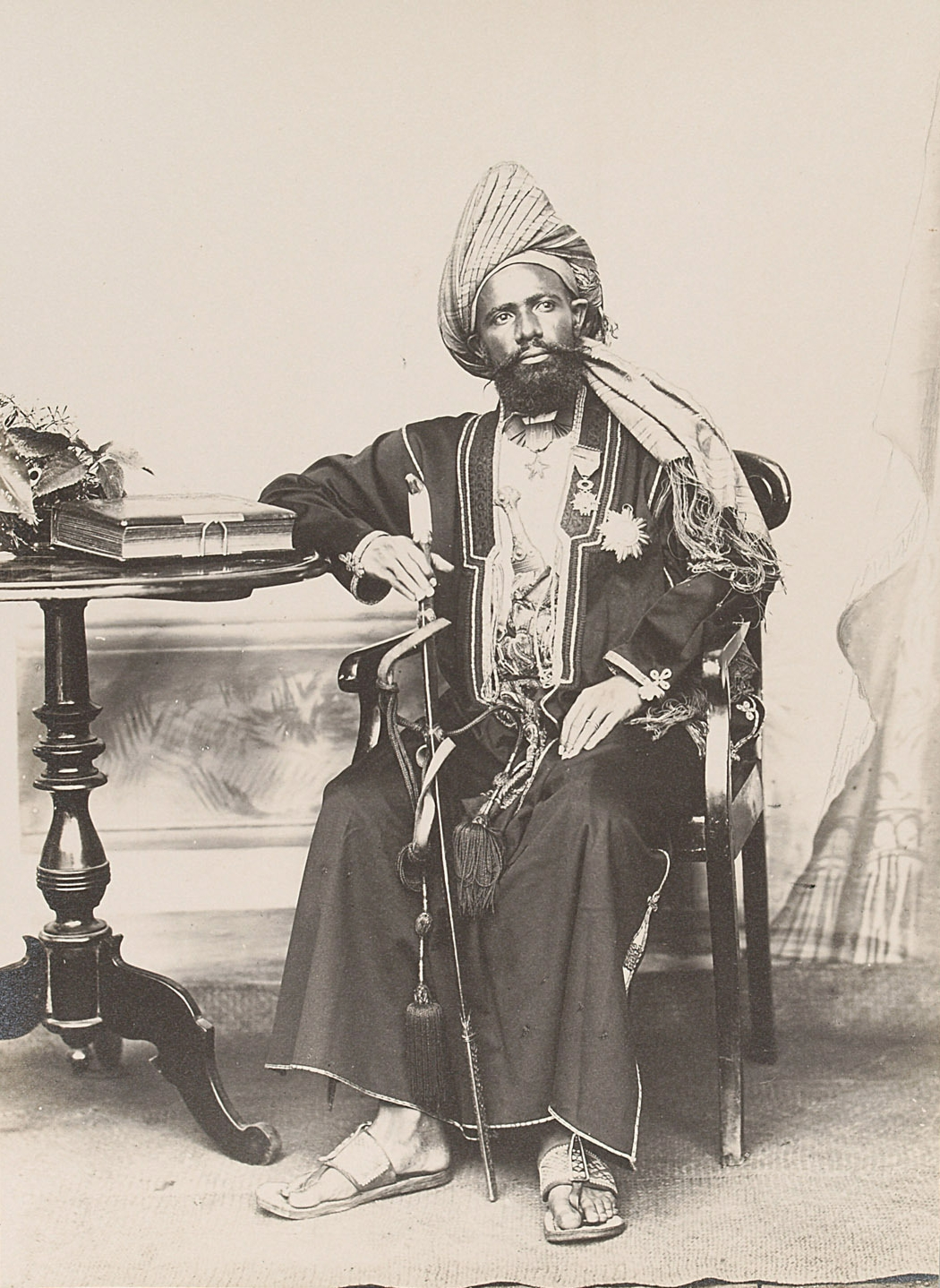
El sultán Said Ali bin Said Omar de la isla de Gran Comora en una foto de 1897.

Los exploradores portugueses visitaron el archipiélago desde 1505 y causaron la destrucción de la economía comercial de las islas. El propio Afonso de Albuquerque saqueó las islas en 1514; escapó milagrosamente el regente musulmán escondido en un volcán donde no fue encontrado por los portugueses. Cuando el sultán de Omán logró expulsar a los portugueses de la región, quedaron bajo la influencia de Zanzíbar y el tráfico de esclavos de los pobladores de origen bantú aumentó considerablemente.
Durante el siglo XIX, después de la separación de Zanzíbar del sultanato de Omán, los europeos presionaron y Francia ocupó Mayotte en 1841 y posteriormente al resto del archipiélago entre 1886 y 1909. En 1912 las islas estuvieron bajo la administración del gobernador general de Madagascar. Después, colonizadores franceses, compañías de dueños franceses y ricos mercantes árabes establecieron una economía basada en plantaciones que ahora abarca una tercera parte del territorio del país para exportar sus cultivos.

### Independencia
En 1946 Francia le concede autonomía administrativa con el nombre de Territorio de Ultramar de las Islas Comoras. Un acuerdo fue rechazado por Francia en 1973 para conceder la independencia en 1978. Sin embargo, el 6 de julio de 1975, el Parlamento comorano emitió una resolución declarando la independencia. Los diputados de Mayotte, que permanecía bajo control francés, se abstuvieron. 
El presidente del Consejo de las Comoras, Ahmed Abdallah Abderamane fue derrocado un mes después por la oposición de izquierdas dirigida por Alí Solilih, partidario de mejorar las relaciones con Francia. El mercenario francés Bob Denard, con el apoyo de París, desembarcó entonces para capturar a Ahmed Abdallah Abderamane, que se había refugiado en su isla de Anjouan. Ali Soilih llegó al poder y aplicó una política socialista, exigiendo a su vez a Francia la devolución de Mayotte.
De nuevo por encargo del servicio de inteligencia francés, el SDECE, Bob Denard organizó un nuevo golpe de Estado, esta vez destinado a reinstalar a Ahmed Abdallah Abderamane, mejor dispuesto hacia Francia desde su exilio en Francia. Ali Soilih fue capturado el 13 de mayo de 1978 y ejecutado unas semanas después. El país adopta una nueva constitución y se adopta el nombre de República Federal Islámica de las Comoras; al año siguiente se establece el régimen de partido único. Durante los diez años siguientes, Bob Denard fue el primer consejero de Abdallah Abderamane; apodado el "Virrey de las Comoras", se le considera a veces como el verdadero hombre fuerte del régimen. Muy cercano a Sudáfrica, que financia su "guardia presidencial", permite que París se salte el embargo internacional sobre el régimen del apartheid a través de Moroni. También creó desde el archipiélago un cuerpo de mercenarios permanente, llamado a intervenir a petición de París o Pretoria en los conflictos de África. 
En 1983 y 1985 fracasan unos intentos de golpe de Estado contra Abdallah, pero este es asesinado en 1989. El 28 de septiembre de 1995 un grupo de mercenarios europeos encabezados por Bob Denard y apoyados por soldados comoranos derrocan el Gobierno y toman como rehén al presidente Said Mohamed Yohar; pero fuerzas francesas especiales llegan desde Mayotte para revertir el golpe.
En 1997, las islas de Anjouan y Mohéli declaran su independencia de Comoras, pero el Gobierno logró restablecer el control sobre los rebeldes.
En febrero de 1999, el coronel Azali Assoumani toma el poder en Gran Comora derrocando al presidente interino Tadjidine ben Saïd Massounde, anjouanés, lo que provoca una grave crisis institucional. El coronel Assoumani entabla negociaciones más fructíferas con el coronel Mohamed Bacar, de Anjouan, para resolver la crisis.
Esta crisis se resuelve con la firma de los acuerdos de Fomboni en 2000/2001 y el referéndum del 23 de diciembre de 2001. Con este proceso de reconciliación nacional, las tres islas vuelven a formar una entidad única con una nueva constitución bajo los auspicios de la OUA: la Unión de las Comoras. De acuerdo con la constitución, en 2006 se celebraron elecciones, que ganó Ahmed Abdallah Mohamed Sambi.
En 2007, Mohamed Bacar, presidente de la isla de Anjouan desde 2002, volvió a pedir la independencia de la isla, mientras acababa de ganar la presidencia rotatoria de la Unión, disputada por Gran Comora. El 23 de marzo de 2008, el presidente de las Comoras, Ahmed Abdallah Mohamed Sambi, envió al ejército del país, apoyado por la Unión Africana, a lanzar un asalto contra la isla de Anjouan. La capital cayó dos días después y el coronel Bacar huyó.
En mayo de 2009, el presidente Sambi convocó un referéndum constitucional, que fue aprobado por el 93% de los votantes. Esta nueva constitución, que corrige la de 2001, refuerza los poderes del presidente de la Unión, mientras que las islas se convierten en "gobernadores" con mayor autonomía. El Islam se convirtió en la "religión del Estado", mientras que la constitución anterior sólo la definía como "la inspiración de las normas y principios que rigen la Unión de las Comoras". El mandato del presidente se prorroga un año. Su sucesor, Ikililou Dhoinine, que había sido su vicepresidente desde 2006, fue elegido el 26 de diciembre de 2010 y le sucedió efectivamente el 26 de mayo de 2011.
En 2012, Ikililou Dhoinine autorizó a Tullow Oil a llevar a cabo una campaña de prospección para tratar de detectar la presencia de recursos petrolíferos frente a las costas del archipiélago, tras el descubrimiento de yacimientos de hidrocarburos en Mozambique en 2010. Esta perspectiva hace soñar a los dirigentes. El país, que experimenta un aumento demográfico, atraviesa dificultades económicas, con la mitad de su población viviendo por debajo del umbral de la pobreza y, en algunos casos, pasando hambre. En las elecciones presidenciales de 2016, el candidato del Gobierno era su vicepresidente Mohamed Ali Soilihi. Sin embargo, tras unas elecciones accidentadas, fue derrotado por el ex golpista Azali Assoumani con el 41,43% de los votos frente al 39,67%.
El 30 de julio de 2018, los votantes en las Comoras aprobaron en referéndum una nueva reforma constitucional que refuerza aún más los poderes del presidente, permitiéndole presentarse a dos mandatos consecutivos. La reforma también suprimió el cargo de vicepresidente y suprimió el Tribunal constitucional en favor del Tribunal Supremo

## Gobierno y política

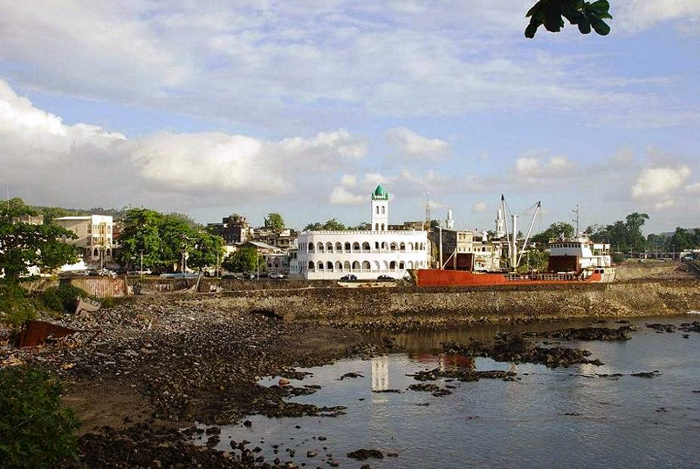
Moroni, capital de Comoras.

La situación del país ha sido muy volátil desde su independencia en 1975, con golpes de Estado e insurrecciones populares. El coronel Azali Assoumani tomó el poder en un sangriento golpe de Estado en abril de 1999, derrocando al presidente interino Tadjiddine Ben Said Massounde, que había tomado el puesto después de la misteriosa muerte del presidente electo Mohamed Taki Abdoulkarim en noviembre de 1998.
Después de los acuerdos de paz firmados el 17 de febrero de 2001 entre el Gobierno y los separatistas se elaboró una constitución aprobada en referéndum el 23 de diciembre del mismo año, pasándose a denominar el país Unión de Comoras, teniendo las islas de Gran Comora, Anjouan y Mohéli amplia autonomía, con un presidente propio y un texto constitucional también propio. Originalmente, la presidencia de la Unión rotaba entre las tres islas cada cuatro años.
El presidente en ejercicio es Azali Assoumani desde 2016.
En las elecciones legislativas de enero de 2025, su partido (la CRC) mantuvo una fuerte mayoría, ganando 28 de los 33 escaños, elecciones que también fueron boicoteadas y calificadas de fraudulentas por la oposición. 

### Sistema político
Según la Constitución de 2001, las Comoras son una república federal. El jefe de Estado y de Gobierno es el presidente elegido directamente. Desde el referéndum constitucional de 2009, el Islam es la religión del Estado.
La Constitución de 2001 preveía el principio de rotación. La presidencia rota cada cuatro años entre los residentes de las tres islas principales de Gran Comora (Njazidja), Anjouan (Nzwani) y Mohéli (Mwali), y sólo puede votar la población de una sola isla. En 2002, se trataba de Gran Comora. En las elecciones presidenciales de 2006, a las que sólo podían presentarse candidatos de la isla de Anjouan, el islamista moderado Ahmed Abdallah Mohamed Sambi ganó con el 58% de los votos frente a Ibrahim Halidi (28%), que contaba con el apoyo del anterior presidente. El empresario suní Sambi, también llamado "Ayatolá" en las Comoras por sus estudios teológicos en Irán, negó vehementemente tras su elección que quisiera convertir las Comoras en un Estado islámico. Las elecciones presidenciales de 2016 las ganó el ex golpista Azali Assoumani.
Un referéndum constitucional celebrado el 31 de julio de 2018 abolió la rotación de cuatro años en la presidencia. Independientemente de su origen, un presidente puede gobernar ahora durante dos mandatos de cinco años. Según la Comisión Electoral, el 92,74% votó sí, con una participación del 63,9%. La oposición había llamado a boicotear las elecciones, temiendo que la enmienda constitucional consolidara y prolongara el poder del presidente Azali Assoumani En 2019, el presidente fue reelegido con el 60,8% de los votos emitidos en la primera vuelta. La oposición y los observadores electorales internacionales criticaron las irregularidades y la falta de transparencia.
El poder legislativo es la Asamblea de la Unión, con 33 miembros, 24 de los cuales son elegidos cada cinco años, mientras que los 9 escaños restantes están reservados a los miembros de los parlamentos regionales. Desde 1990 existe un sistema multipartidista. Las elecciones de 2004 fueron ganadas por el Campamento de las Islas Autónomas (CdIA) con 12 escaños, por delante de la Convención para la Renovación de las Comoras (CRC) con 6 escaños. En 2009, el CdIA volvió a ganar las elecciones. En las elecciones de 2015, la Unión para el Desarrollo de las Comoras (UPDC) fue el partido más fuerte, con 11 escaños, seguido por el partido Juwa, con 10, y la Agrupación Democrática de las Comoras (RDC), con 4. En 2020, la CDN ganó 20 de los 24 mandatos determinados por elecciones directas, con dos escaños cada uno para el Parti orange y los independientes. Los antiguos partidos más fuertes, el CdIA y el UPDC, ya no entraron en el Parlamento.
En las elecciones legislativas de enero de 2025, su partido (la CRC) mantuvo una fuerte mayoría, ganando 28 de los 33 escaños, elecciones que también fueron boicoteadas y calificadas de fraudulentas por la oposición. 
La máxima autoridad judicial es el Tribunal Supremo, repartido a partes iguales entre todas las islas.

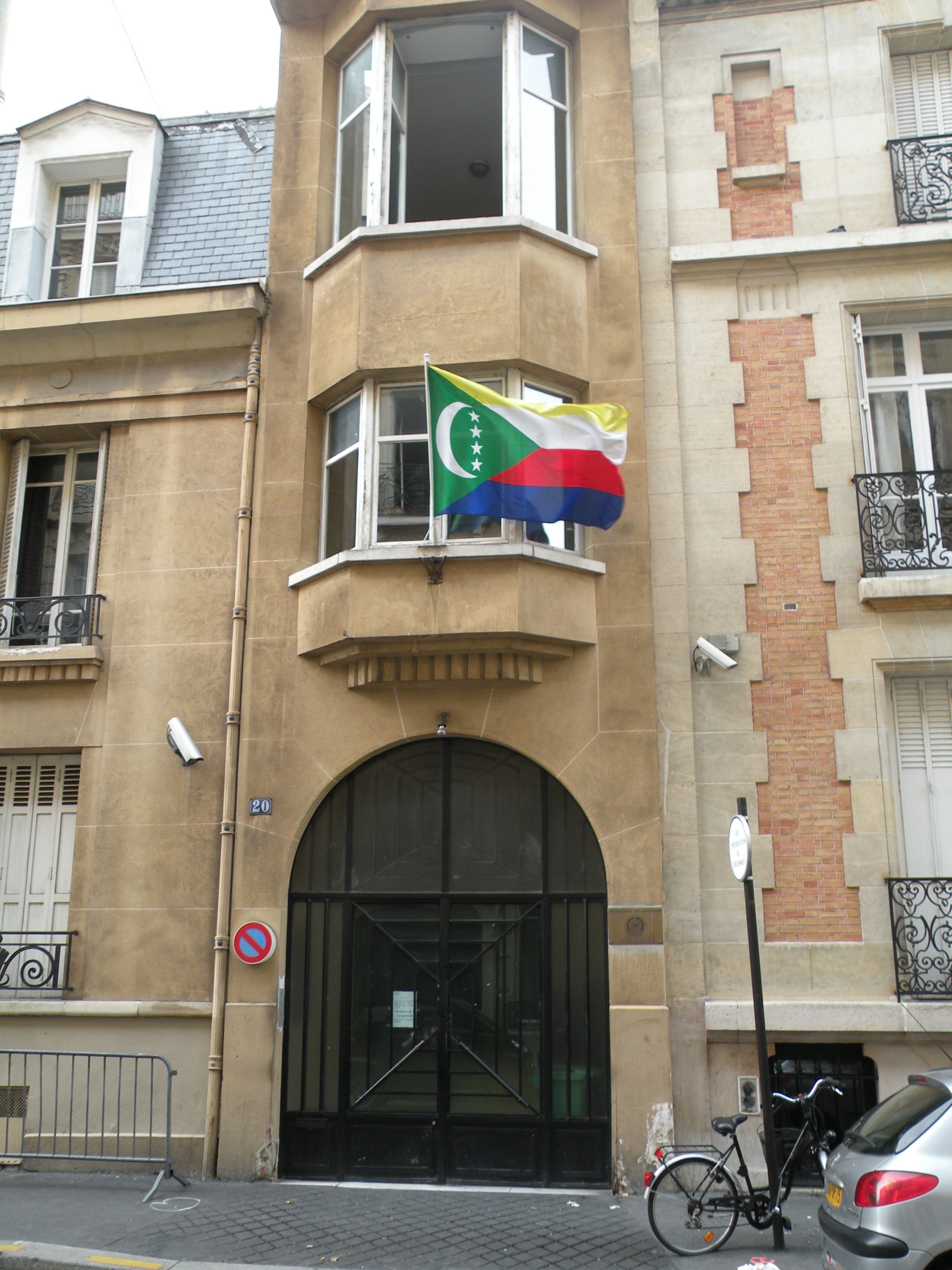
Embajada de las Islas Comoras en París, Francia

### Política Exterior
En noviembre de 1975, las Comoras se convirtieron en el 143.º miembro de las Naciones Unidas. Se definió que la nueva nación comprendía todo el archipiélago, aunque los ciudadanos de Mayotte optaron por convertirse en ciudadanos franceses y mantener su isla como territorio francés.
Las Comoras han insistido repetidamente en su reclamación de Mayotte ante la Asamblea General de las Naciones Unidas, que adoptó una serie de resoluciones bajo el título "Cuestión de la isla comorana de Mayotte", opinando que Mayotte pertenece a las Comoras en virtud del principio de que la integridad territorial de los territorios coloniales debe preservarse tras la independencia. Sin embargo, en la práctica, estas resoluciones tienen poco efecto y no es previsible que Mayotte pase a formar parte de facto de las Comoras sin el consentimiento de su población. 
Más recientemente, la Asamblea ha mantenido este punto en su orden del día, pero lo ha aplazado de año en año sin tomar medidas. Otros organismos, como la Organización de la Unidad Africana, el Movimiento de Países No Alineados y la Organización de Cooperación Islámica, han cuestionado de forma similar la soberanía francesa sobre Mayotte. Para cerrar el debate y evitar integrarse por la fuerza en la Unión de las Comoras, la población de Mayotte eligió por abrumadora mayoría convertirse en departamento de ultramar y región de Francia en un referéndum celebrado en 2009. El nuevo estatus entró en vigor el 31 de marzo de 2011 y Mayotte ha sido reconocida como región ultraperiférica por la Unión Europea el 1 de enero de 2014. Esta decisión, contraria al derecho internacional, integra jurídicamente a Mayotte en la República Francesa.
Las Comoras son miembro de las Naciones Unidas, la Unión Africana, la Liga Árabe, el Banco Mundial, el Fondo Monetario Internacional, la Comisión del Océano Índico y el Banco Africano de Desarrollo. El 10 de abril de 2008, las Comoras se convirtieron en la 179.ª nación en aceptar el Protocolo de Kioto de la Convención Marco de las Naciones Unidas sobre el Cambio Climático. Las Comoras firmaron el tratado de la ONU sobre la Prohibición de las Armas Nucleares.

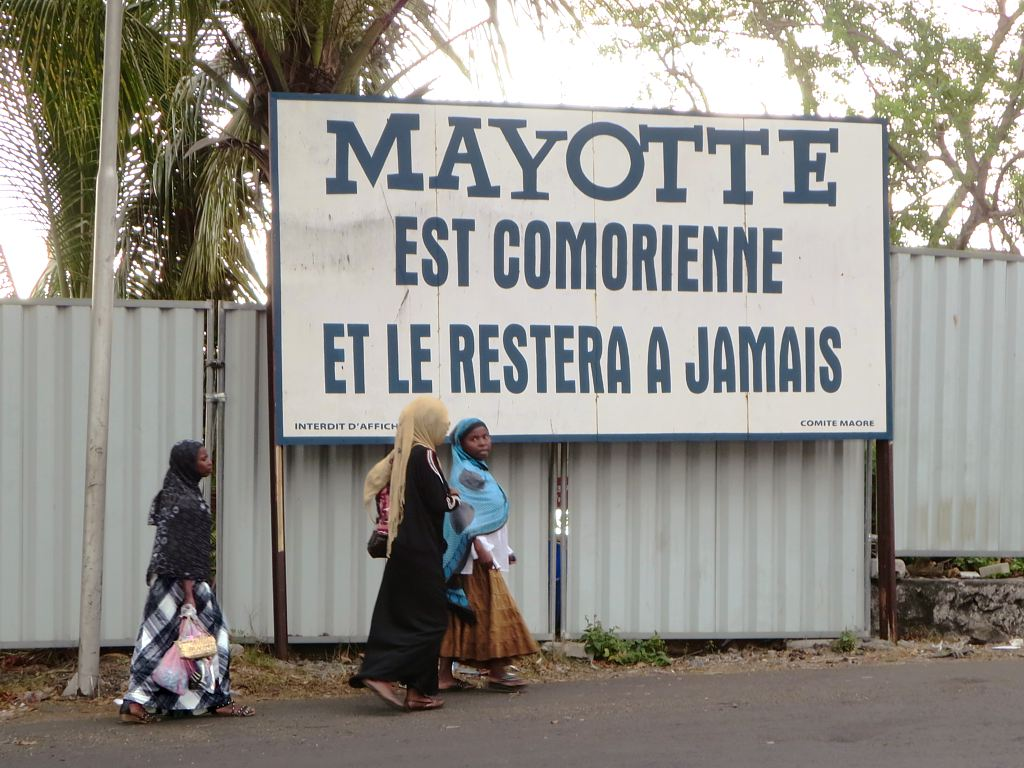
Una valla en Moroni indica que «Mayotte es comorense y lo seguirá siendo para siempre». La separación de Mayotte de las demás islas comoranas por un Referéndum en el momento de la independencia de Francia en 1975 sigue siendo un problema

En mayo de 2013, la Unión de las Comoras se dio a conocer por presentar una denuncia ante la Fiscalía de la Corte Penal Internacional (CPI) en relación con los sucesos del "asalto israelí del 31 de mayo de 2010 a la Flotilla de Ayuda humanitaria con destino a [la] Franja de Gaza". En noviembre de 2014, el fiscal de la CPI decidió finalmente que los hechos sí constituían crímenes de guerra, pero no cumplían los requisitos de gravedad para llevar el caso ante la CPI.
La tasa de emigración de trabajadores cualificados se situó en torno al 21,2% en 2000.
Francia es una de las principales fuentes de ayuda financiera a las Comoras, tanto a través de la amplísima proporción de comorenses que viven en suelo francés (uno de cada cuatro comorenses vive en suelo francés de forma habitual, y la mayoría envía dinero a su país regularmente, lo que representa una parte considerable del PIB comorense) como a través de planes de ayuda internacional: en 2019, el presidente francés Emmanuel Macron, por ejemplo, firmó un plan de ayuda de 150 millones de euros "para la salud, la educación, la formación profesional ".

### Derechos humanos
En materia de derechos humanos, respecto a la pertenencia a los siete organismos de la Carta Internacional de Derechos Humanos, que incluyen al Comité de Derechos Humanos (HRC), Comoras ha firmado o ratificado:
| Comoras | Tratados internacionales  | Tratados internacionales | Tratados internacionales  | Tratados internacionales  | Tratados internacionales  | Tratados internacionales    | Tratados internacionales | Tratados internacionales | Tratados internacionales  | Tratados internacionales    | Tratados internacionales | Tratados internacionales | Tratados internacionales  | Tratados internacionales  | Tratados internacionales | Tratados internacionales    | Tratados internacionales    | Tratados internacionales  |
| --- | ------------------------- | ------------------------ | ------------------------- | ------------------------- | ------------------------- | --------------------------- | ------------------------ | --- | ------------------------- | --------------------------- | ------------------------ | ------------------------ | ------------------------- | ------------------------- | ------------------------ | --------------------------- | --------------------------- | ------------------------- |
| Comoras | CESCR                     | CESCR                    | CCPR                      | CCPR                      | CCPR                      | CERD                        | CED                      | CEDAW | CEDAW                     | CAT                         | CAT                      | CRC                      | CRC                       | CRC                       | CRC                      | MWC                         | CRPD                        | CRPD                      |
| Comoras | CESCR                     | CESCR-OP                 | CCPR                      | CCPR-OP1                  | CCPR-OP2-DP               | CERD                        | CED                      | CEDAW | CEDAW-OP                  | CAT                         | CAT-OP                   | CRC                      | CRC-OP-AC                 | CRC-OP-SC                 | CRC-OP-CP                | MWC                         | CRPD                        | CRPD-OP                   |
| Pertenencia | Ni firmado ni ratificado. | Sin información.         | Ni firmado ni ratificado. | Ni firmado ni ratificado. | Ni firmado ni ratificado. | Firmado pero no ratificado. | Sin información.         | Comoras ha reconocido la competencia de recibir y procesar comunicaciones individuales por parte de los órganos competentes. | Ni firmado ni ratificado. | Firmado pero no ratificado. | Sin información.         | Firmado y ratificado.    | Ni firmado ni ratificado. | Ni firmado ni ratificado. | Sin información.         | Firmado pero no ratificado. | Firmado pero no ratificado. | Ni firmado ni ratificado. |
| Firmado y ratificado, firmado, pero no ratificado, ni firmado ni ratificado, sin información, ha accedido a firmar y ratificar el órgano en cuestión, pero también reconoce la competencia de recibir y procesar comunicaciones individuales por parte de los órganos competentes. |                           |                          |                           |                           |                           |                             |                          | |                           |                             |                          |                          |                           |                           |                          |                             |                             |                           |

Históricamente, Comoras ha tenido un historial relativamente pobre en materia de derechos humanos. A principios de 1979, las autoridades comorenses detuvieron a unos 300 partidarios del régimen de Soilih y los encarcelaron sin juicio en Moroni. También desaparecieron cuatro exministros de Soilih. Durante los dos años siguientes se produjeron más detenciones, fusilamientos y desapariciones. Bajo la presión de Francia, se celebraron algunos juicios, pero muchos comorenses siguieron siendo presos políticos, a pesar de las protestas de Amnistía Internacional y otras organizaciones humanitarias. El régimen de Abdallah también restringió la libertad de expresión, de prensa, de asociación, el derecho de los ciudadanos a cambiar de gobierno, los derechos de la mujer y los derechos de los trabajadores. Tras la muerte de Abdallah el 27 de noviembre de 1989, el historial de derechos humanos del país mejoró. Los mercenarios europeos que gobernaban la isla ordenaron pocas detenciones y liberaron a casi todos los presos políticos que habían sido detenidos tras los intentos de golpe de 1985 y 1987.
Esta tendencia se mantuvo hasta marzo de 1990, cuando Djohar se convirtió en presidente de Comoras. La oposición a su régimen dio lugar a prácticas cuestionables en materia de derechos humanos. Por ejemplo, tras el fallido intento de golpe de Estado del 18 y 19 de agosto de 1990, las autoridades detuvieron sin juicio previo a veinticuatro personas relacionadas con el levantamiento. En octubre de 1990, las fuerzas de seguridad mataron a Max Veillard, líder de los conspiradores. Al año siguiente, tras fracasar los intentos de destituirlo de la presidencia por negligencia, Djohar ordenó la detención de varios jueces del Tribunal Supremo y declaró el estado de emergencia. Otro intento fallido de golpe de Estado, el 26 de septiembre de 1992, llevó a las autoridades a detener a más de veinte personas, entre ellas el exministro del Interior Omar Tamou. La policía mantuvo a estos detenidos incomunicados y, al parecer, torturó a algunos de ellos. La Asociación Comorana de Derechos Humanos también acusó al régimen de Djohar de ejecutar extrajudicialmente a personas sospechosas de apoyar a grupos armados de la oposición. A finales de 1993, grupos como Amnistía Internacional continuaron vigilando la situación de los derechos humanos en Comoras y denunciando al régimen de Djohar.

### Corrupción
Muchos observadores internacionales creen que las Comoras son víctimas de una corrupción sistémica.
En su día, el Estado comorano intentó financiarse mediante la venta de pasaportes (un sistema muy conocido en algunos pequeños paraísos fiscales subdesarrollados, como Vanuatu): sin embargo, este comercio terminó en 2018 con un fenomenal escándalo de malversación de fondos públicos, abuso de bienes sociales y complicidad con diversas organizaciones mafiosas, en el que se vieron implicados dos expresidentes (Ahmed Abdallah Sambi e Ikililou Dhoinine.
Otra actividad sulfurosa típica de los pequeños países necesitados de finanzas públicas, las Comoras son también un importante pabellón de conveniencia, aceptando matricular buques extranjeros sin ninguna reglamentación (sanitaria, de seguridad o laboral) y que luego pueden ser utilizados para la pesca ilegal o diversos tráficos clandestinos.
Según la investigación del ICIJ (2021) basada en los Pandora Papers, Nour El Fath Azali (hijo del presidente de las Comoras) se instaló en Moroni en 2018 tras formarse en una escuela de negocios estadounidense y trabajar después como auditor financiero en un banco. Estando allí, creó al menos una sociedad pantalla (Olifants Ltd., una empresa de servicios y consultoría) con sede en Emiratos Árabes Unidos (uno de los paraísos financieros más opacos del mundo). A continuación, su padre (Azali Assoumani) lo nombró uno de sus asesores personales; entonces empezó a captar capital de inversores emiratíes.

### Pasaporte

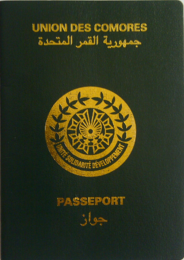
Pasaporte de las Islas Comoras

El pasaporte comorano se expide a los ciudadanos de la Unión de las Comoras para viajes internacionales. Al 1 de enero de 2017, los ciudadanos comorenses tenían acceso sin visado o con visado a la llegada a 48 países y territorios, lo que sitúa al pasaporte comorense en el puesto 88 en cuanto a libertad de viaje (empatado con los pasaportes argelino, camboyano, egipcio, guineano y laosiano) según el índice Henley de restricciones de visado.
Los EAU y otros países del Golfo Pérsico mantienen una asociación con Comoras en virtud de la cual se entregan pasaportes de las Islas Comoras a muchos apátridas (incluidos disidentes).
El plan de venta de pasaportes de las Islas Comoras fue creado en 2006 por el ex empresario Bashar Kiwan y el entonces presidente de las Comoras Abdallah Sambi, y se mantuvo con su sucesor Ikililou Dhoinine.
El programa de ciudadanía por inversión se presentó como una solución bilateral para alcanzar el doble objetivo de desarrollar las infraestructuras de las islas Comoras y "resolver" la cuestión de los residentes apátridas en los Estados árabes del Golfo Pérsico. En concreto, permitiría a Emiratos Árabes Unidos y Kuwait adquirir la ciudadanía para 4.000 familias apátridas de esos países, conocidas como Bidoon, a cambio de lo cual el pobre archipiélago del océano Índico recibiría 200 millones de dólares que se destinarían a proyectos de desarrollo. Sin embargo, Kiwan y el entorno de ambos expresidentes malversaron más de 45 millones de dólares de los fondos, ya que el país no vio ningún dinero que se destinara a ningún plan de desarrollo para mejorar el país. También se descubrió que se vendían pasaportes a través de canales no oficiales a cualquier individuo al precio adecuado.
La base de datos oficial mostraba que casi 48.000 extranjeros -entre ellos la mayoría bidoons- recibieron pasaportes, unos 6.000 más que la cifra oficial aprobada por el presidente, lo que ponía de manifiesto la magnitud de las ventas fuera de los canales oficiales. La primera fase del plan, bajo el mandato de Sambi, que estuvo en el poder de 2006 a 2011, debía reportar a Comoras 200 millones de dólares a cambio de conceder la ciudadanía a 4.000 familias apátridas. Funcionarios emiratíes han declarado que habían pagado el dinero en su totalidad, pero el informe afirma que apenas hay rastro del dinero en las cuentas públicas de Comoras.
En la actualidad, Kiwan, Sambi y Dhoinine, así como otros miembros oficiales clave del gobierno de Comoras, están acusados de malversación, fraude y uso indebido de fondos públicos, y piden que se emprendan acciones penales contra todas las partes implicadas. El general de división Mazen Al-Jarrah, exsubsecretario adjunto del Ministerio del Interior de Kuwait que había anunciado el plan de las Islas Comoras en Kuwait, fue condenado posteriormente en febrero de 2021 por recibir sobornos por facilitar el tráfico de personas.

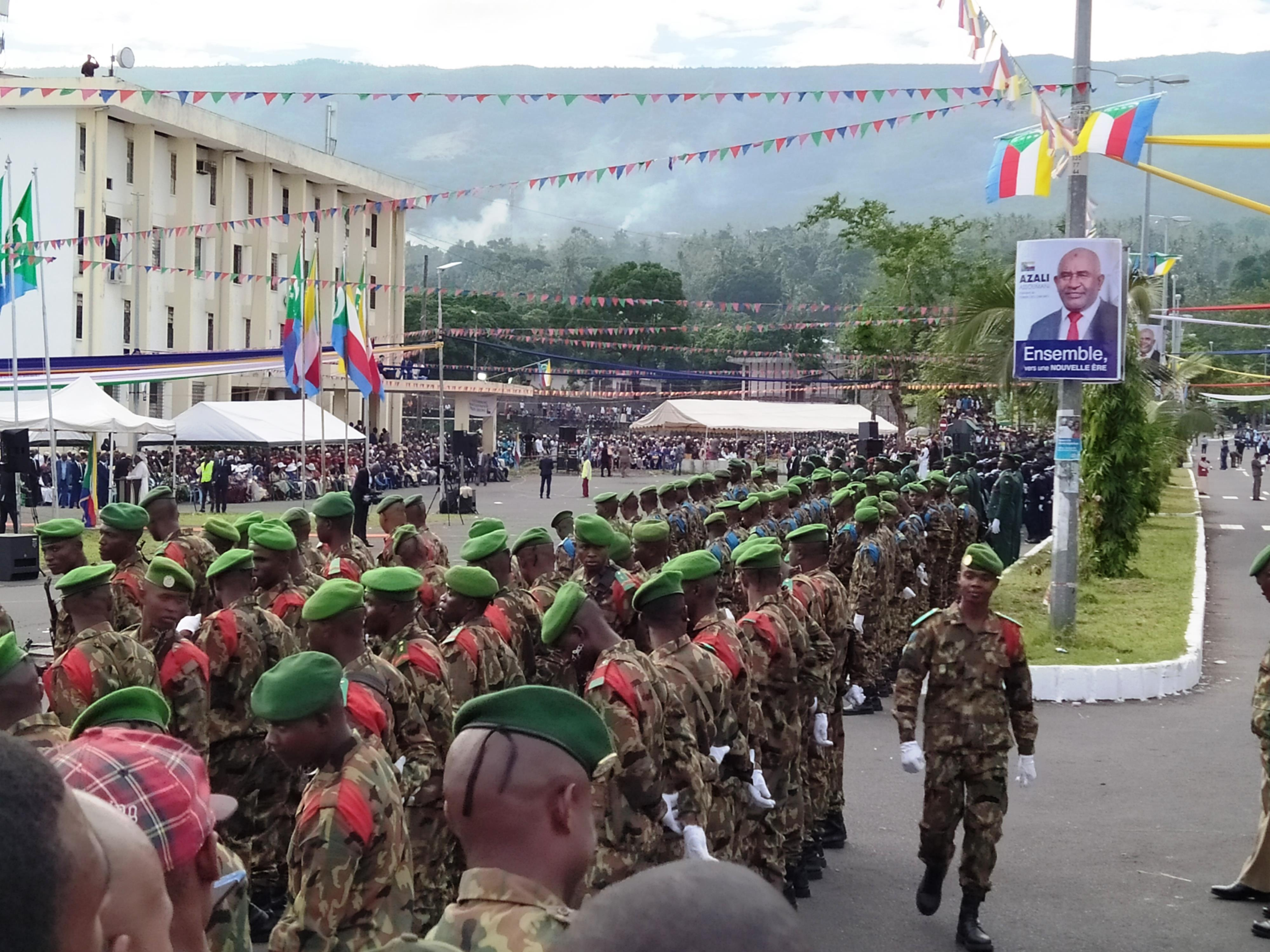
Efectivos militares en la celebración del día de la Independencia de las Comoras con respecto a Francia

### Defensa
Los recursos militares de las Comoras consisten en un pequeño ejército permanente y una fuerza policial de 500 miembros, así como una fuerza de defensa de 500 miembros. Un tratado de defensa con Francia proporciona recursos navales para la protección de las aguas territoriales, la formación del personal militar comorano y la vigilancia aérea. Francia mantiene la presencia de algunos oficiales superiores en las Comoras a petición del gobierno, así como una pequeña base marítima y un Destacamento de la Legión Extranjera (DLEM) en Mayotte.
Una vez instalado el nuevo gobierno en mayo-junio de 2011, una misión de expertos del UNREC (Lomé) se desplazó a las Comoras y elaboró unas directrices para la elaboración de una política de seguridad nacional, que fueron debatidas por diferentes actores, especialmente las autoridades de defensa nacional y la sociedad civil. Al final del programa, a finales de marzo de 2012, se proyecto establecer un marco normativo acordado por todas las entidades implicadas en la RSS, que luego debía ser aprobado por el Parlamento y aplicado por las autoridades.
Las Fuerzas Armadas Comorenses operan actualmente bajo el nombre de Ejército Nacional para el Desarrollo (AND), también conocido como Fuerza de Defensa de las Comoras (FCD) o Fuerza de Seguridad de las Comoras. Este cuerpo integra a varios componentes clave:
La Gendarmería Nacional, que actúa como policía judicial y es subordinada al Ministerio de Justicia cuando realiza funciones de ámbito penal. Además, cuenta con un pelotón de intervención operativo bajo la autoridad del Ministerio del Interior. El Ministerio del Interior, responsable también de la Guardia Costera, la Policía Federal y la Dirección Nacional de Seguridad Territorial, encargada de aduanas e inmigración. En mayo de 2012 se creó oficialmente la unidad de Guardacostas, que actualmente forma parte del AND y refuerza la vigilancia marítima del país. 

## Organización territorial

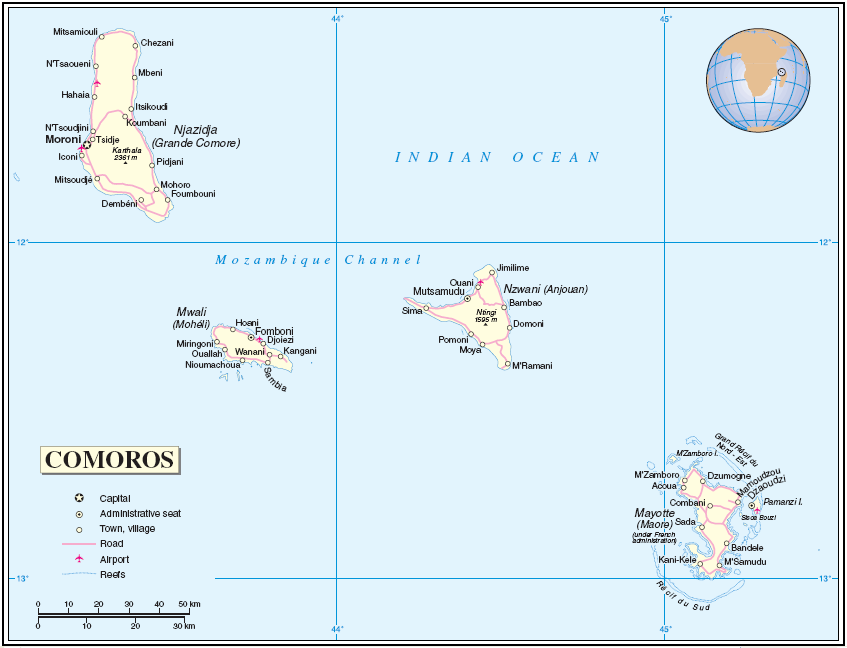
Mapa de Comoras y Mayotte.

### Islas autónomas
La siguiente tabla contiene las tres islas autónomas:
| Nombre                 | Capital   | Habitantes | Superficie  | Población    | Bandera |
| ---------------------- | --------- | ---------- | ----------- | ------------ | ------- |
| Gran Comora (Ngazidja) | Moroni    | 380.000    | 1.012,9 km² | 375 habi/km² |         |
| Anjouan (Nzwani)       | Mutsamudu | 330.000    | 424 km²     | 583 hab/km²  |         |
| Mohéli (Mwali)         | Fomboni   | 50.000     | 290 km²     | 172 hab/km²  |         |

Existen cuatro municipalidades: Domoni, Fomboni, Moroni y Mutsamudu

## Geografía

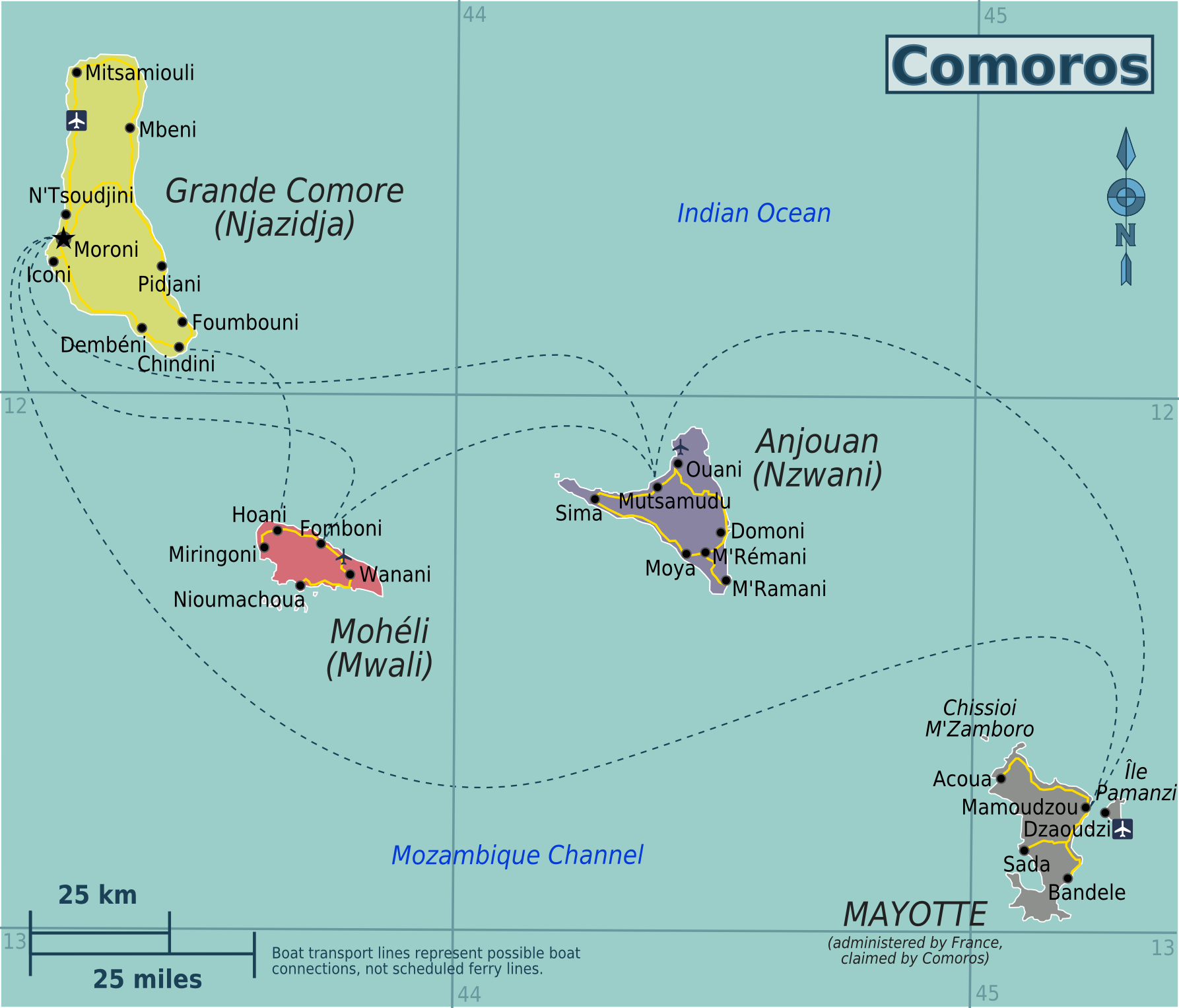
Mapa de Comoras

Comoras es un pequeño país de África y forma parte del archipiélago de las Comoras, formado de noreste a sureste por la isla Gran Comora (Ngazidja), Mohéli (Mwali), y Anjouan (Nzwani). Al sureste, se encuentra la isla de Mayotte, que aún es francesa.

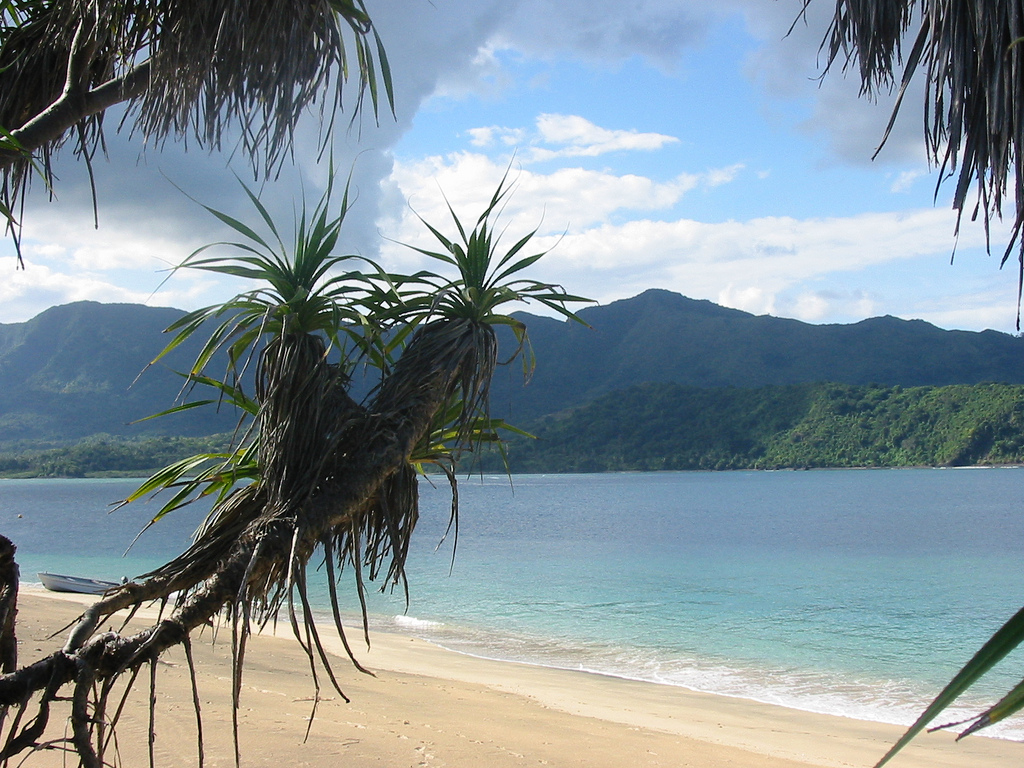
Playa en la isla de Mohéli

La capital es Moroni, que se localiza en Gran Comora. Las islas tienen origen volcánico, con un relieve montañoso y abrupto que alcanza su máxima elevación en la cima en el volcán activo Karthala de 2 360 m de altitud sobre el nivel de mar en la isla principal. El archipiélago constituye la ecorregión denominada selva de las Comoras. El pez celacanto, llamado gombesa por los locales, puede ser encontrado en las aguas cercanas a estas islas.

### Cuestiones medioambientales
En la actualidad, una de las principales amenazas para el medio ambiente terrestre es la deforestación, que provoca la pérdida de fauna y flora, pero también la fragilidad del suelo (creando corrimientos de tierra y aludes durante las lluvias torrenciales), así como la reducción de la retención de agua en los suelos, lo que crea sequías preocupantes (más de la mitad de los ríos de las Comoras se han secado desde los años cincuenta).
En parte como respuesta a la presión internacional en la década de 1990, los gobiernos se preocuparon más por el medio ambiente. Se tomaron medidas no sólo para preservar la rara fauna salvaje, sino también para frenar la degradación medioambiental, sobre todo en la densamente poblada Anjouan. En concreto, para reducir al mínimo la tala de árboles para combustible, se subvenciona la parafina, y se están realizando esfuerzos para reemplazar la pérdida de cubierta forestal causada por la destilación del ylang-ylang para perfumes. El Fondo de Apoyo al Desarrollo Comunitario, patrocinado por la Asociación Internacional de Fomento (AIF, filial del Banco Mundial) y el gobierno comorano, trabaja también para mejorar el abastecimiento de agua en las islas. A pesar de ello, la situación se ha vuelto crítica en la isla de Anjouan, donde el 80% del bosque fue talado entre 1995 y 2014 y la mayoría de los ríos se han secado.
En 2024, el 33.7% del territorio terrestre de Comoras se encuentra bajo alguna categoría de protección. Sin embargo, al considerar el total del territorio nacional —incluyendo zonas marinas—, las áreas protegidas representan apenas el 0.7%, lo que indica una baja cobertura de protección en espacios marinos. Según los datos más recientes disponibles, correspondientes a 2022, la cobertura forestal del país equivale al 17.2% de su superficie terrestre. 

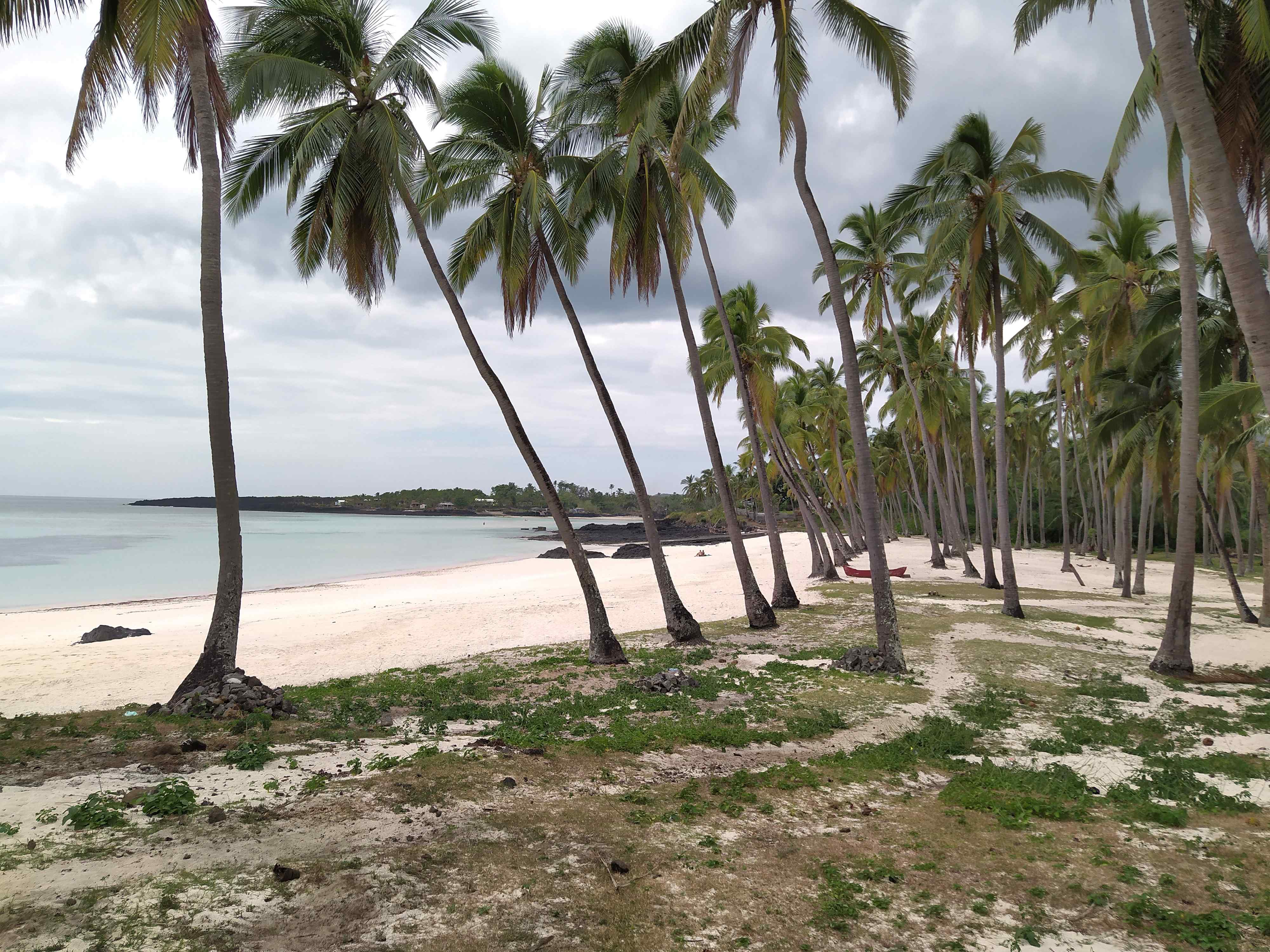
Cocoteros en la isla de Gran Comora

### Flora
El archipiélago de las Comoras disfruta de un clima marítimo tropical. Se caracteriza por bajas variaciones anuales de la temperatura diaria, en torno a los 26 °C a nivel del mar, y abundantes precipitaciones: 2.679 mm al año. La temperatura media del agua del mar es de 25 °C. Sin embargo, las condiciones pueden variar mucho según la exposición al viento y la altitud. Los principales biotopos dependientes de la altitud son
- formaciones costeras
- zonas cultivadas; y
- humedales de manglares
- formaciones secas con vegetación semiseca a baja o media altitud o en la zona seca (praderas herbáceas costeras, sabanas herbáceas en las mesetas y sabanas arbustivas en los bosques a media altitud y hasta el mar)
- bosques secundarios;
- sucesiones de plantas pioneras sobre coladas de lava recientes, importantes en Gran Comora;

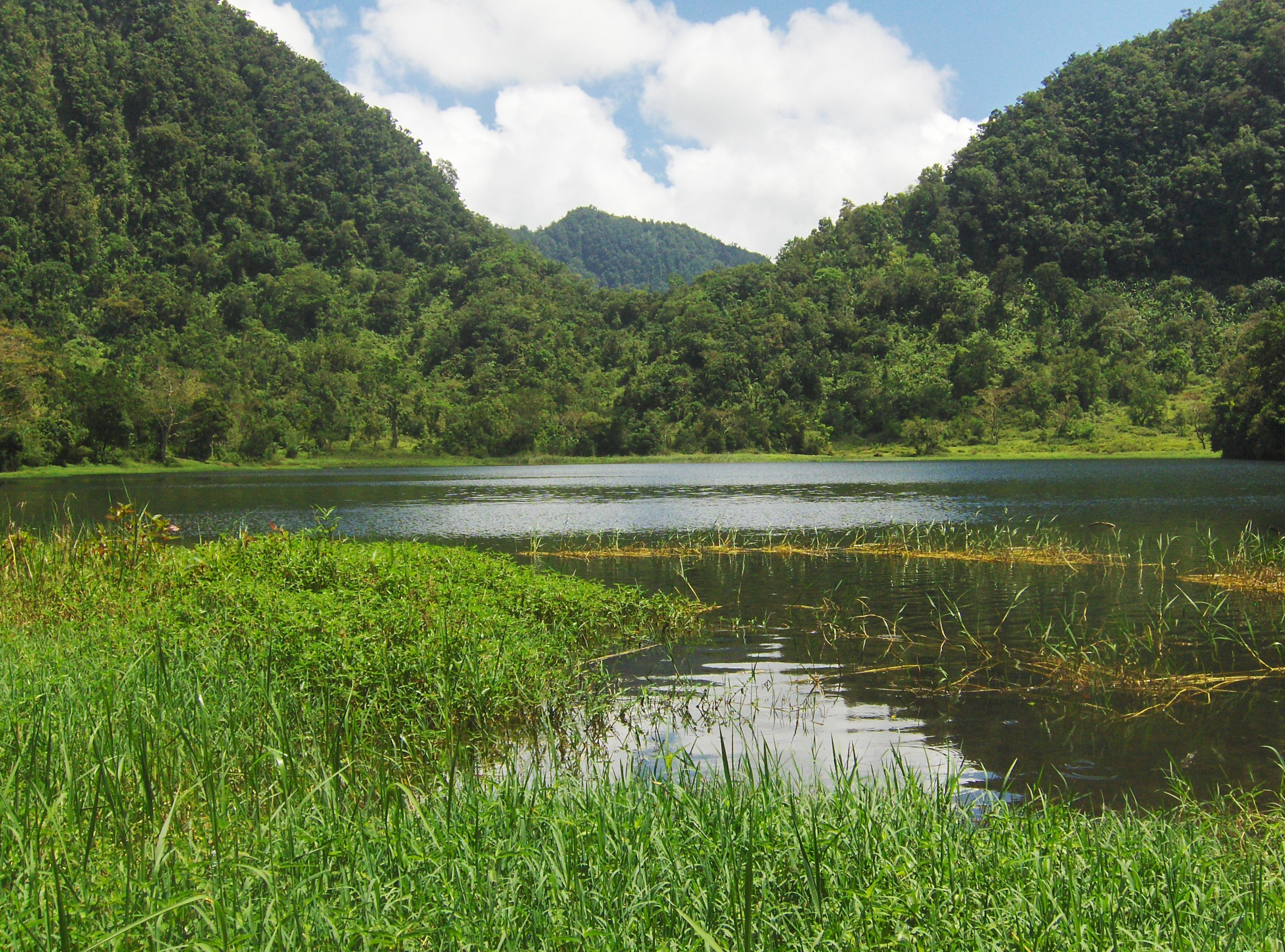
Vegetación en torno al Lago Dzialandze en Anjouan

- bosques húmedos de altitud media;
- Vegetación en torno al Lago Dzialandze en Anjouanbosques húmedos de altitud elevada, ausentes en Mayotte;
- estepas ericoides de gran altitud.

Se han realizado pocos estudios sobre la flora de las Comoras. La referencia más completa es la de Voeltskow, publicada en 1917, en la que se citan 935 plantas vasculares, de las cuales :
- 416 son consideradas nativas ;
- 136 endémicas del archipiélago (es decir, el 14,5 %);
- 383 plantas exóticas (extranjeras).

Sin embargo, otros estudios sobre Mayotte, donde se citan 404 plantas vasculares autóctonas, sugieren que, con referencia a la documentación antigua, la isla podría tener al menos 225 especies más.
También se ha elaborado una lista no exhaustiva de 350 plantas introducidas en Mayotte (cultivadas y espontáneas), mientras que en Gran Comora el número de biotopos es superior y se estima que su número podría aproximarse a 1500. La tasa de dinamismo de la flora no está estimada.

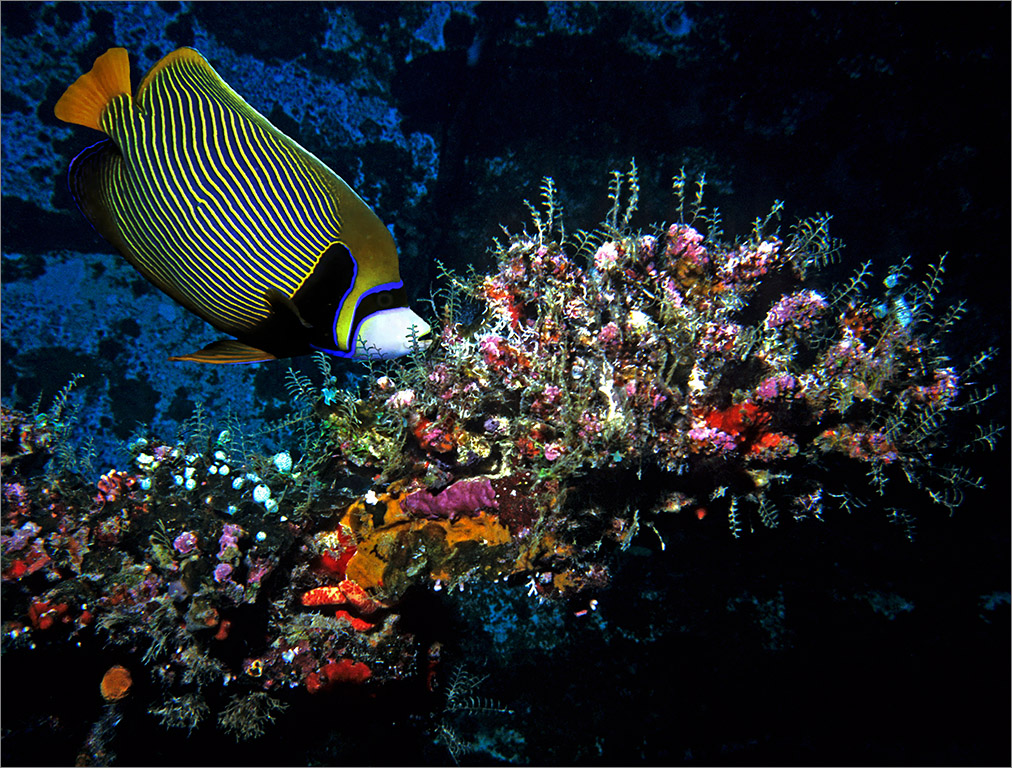
Un pez ángel emperador (Pomacanthus imperator) en aguas de las Islas Comoras

Antes del asentamiento de los primeros habitantes, se estima que los bosques cubrían ciertamente la totalidad de Comoras; hoy sólo ocupan alrededor de una sexta parte de la superficie. La vegetación costera y de las tierras bajas ha sido casi totalmente destruida por la acción humana. Los bosques de las tierras altas parecen estar mejor conservados, pero existen pocas estimaciones fiables de la superficie de cada isla. Se calcula que la superficie de bosque intacto de las tierras altas de Moheli disminuyó un 26% en 13 años, entre 1983 y 1996, debido a los cultivos. En Anjouan, sólo quedan laderas demasiado empinadas para el cultivo.
El aumento de la densidad de población es la principal amenaza para la fauna y la flora. Diversos estudios coinciden en afirmar que, al ritmo actual de deforestación, los bosques primarios habrán desaparecido de las Comoras en 15 años. La segunda amenaza es la invasión de especies exóticas.

### Fauna
El conocimiento de la fauna de las Islas Comoras es muy incompleto desde hace mucho tiempo. La fauna de mamíferos es pobre a pesar del número de biotopos, debido a la situación insular. No obstante, se caracteriza por la presencia de dos especies de lémures y de un murciélago frugívoro en peligro (Pteropus livingstonii) (400 individuos en todo el mundo presentes únicamente en las islas de Anjouan y Mohéli).

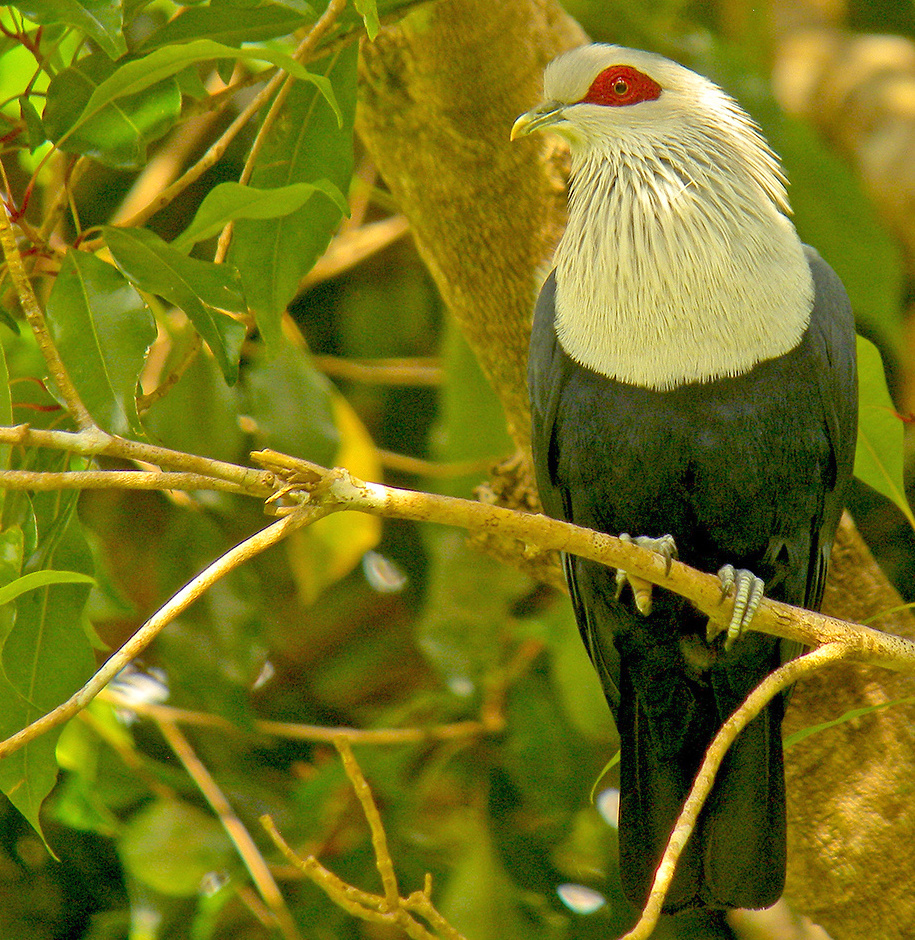
La Paloma azul de las Comores (Alectroenas sganzini) una especia de ave local

Muchas especies han desaparecido. Sin embargo, aún quedan :
- 101 especies de aves,
- 1.106 especies de insectos,
- 21 especies de reptiles, 10 de las cuales son endémicas.

De ellas, 15 especies son vulnerables, están amenazadas o en peligro según la UICN:
- Mariposa de cola grande en peligro,
- Pseusacrea lucretia comoranana
- Eretmochelys imbricata
- Pteropus livingstonii
- Otus capnodes
- Otus moheliensis
- Otus pauliani
- Zosterops mouroniensis
- Tortugas marinas Cheloniidae en la isla de MohéliDicrurus fuscipennis

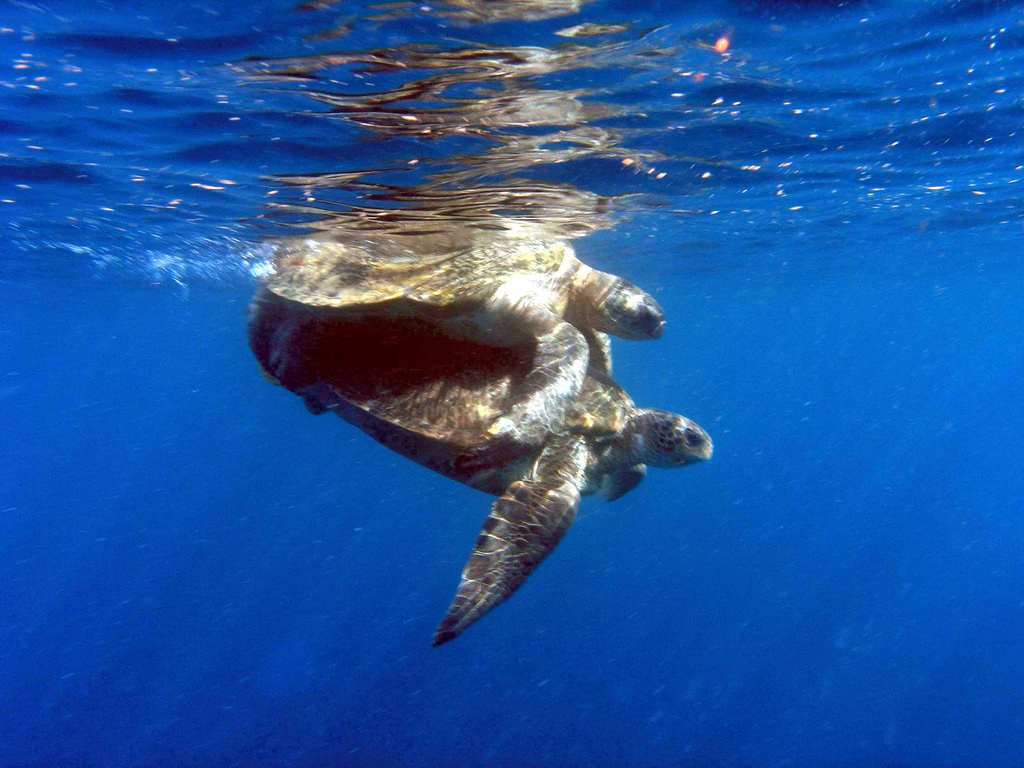
Tortugas marinas Cheloniidae en la isla de Mohéli

En 1870, A. Gevray, fiscal imperial de Pondicherry, realizó un inventario parcial. En 2020 se publicó otro inventario, mucho más completo, que enumeraba más de 300 especies de animales terrestres.
La lista que aquí se presenta no es exhaustiva y representa las principales especies identificables, basándose en los dos inventarios citados.
El fenómeno de El Niño de la década de 2000 destruyó gran parte del arrecife de coral, y la sobrepesca y ciertas prácticas (en la Unión de las Comoras, como la pesca con explosivos) han restado valor al fondo marino. En 1999 se creó un parque marino en Moheli, en colaboración con las asociaciones de las aldeas, para proteger a las tortugas verdes. Esta iniciativa ejemplar recibió el premio de la Iniciativa Ecuatorial de las Naciones Unidas.
La cubierta de coral sigue siendo relativamente buena en las Comoras, aunque la explosión demográfica, el desarrollo agrícola mal gestionado, la contaminación y la pesca destructiva representan graves amenazas para este frágil ecosistema.

## Economía

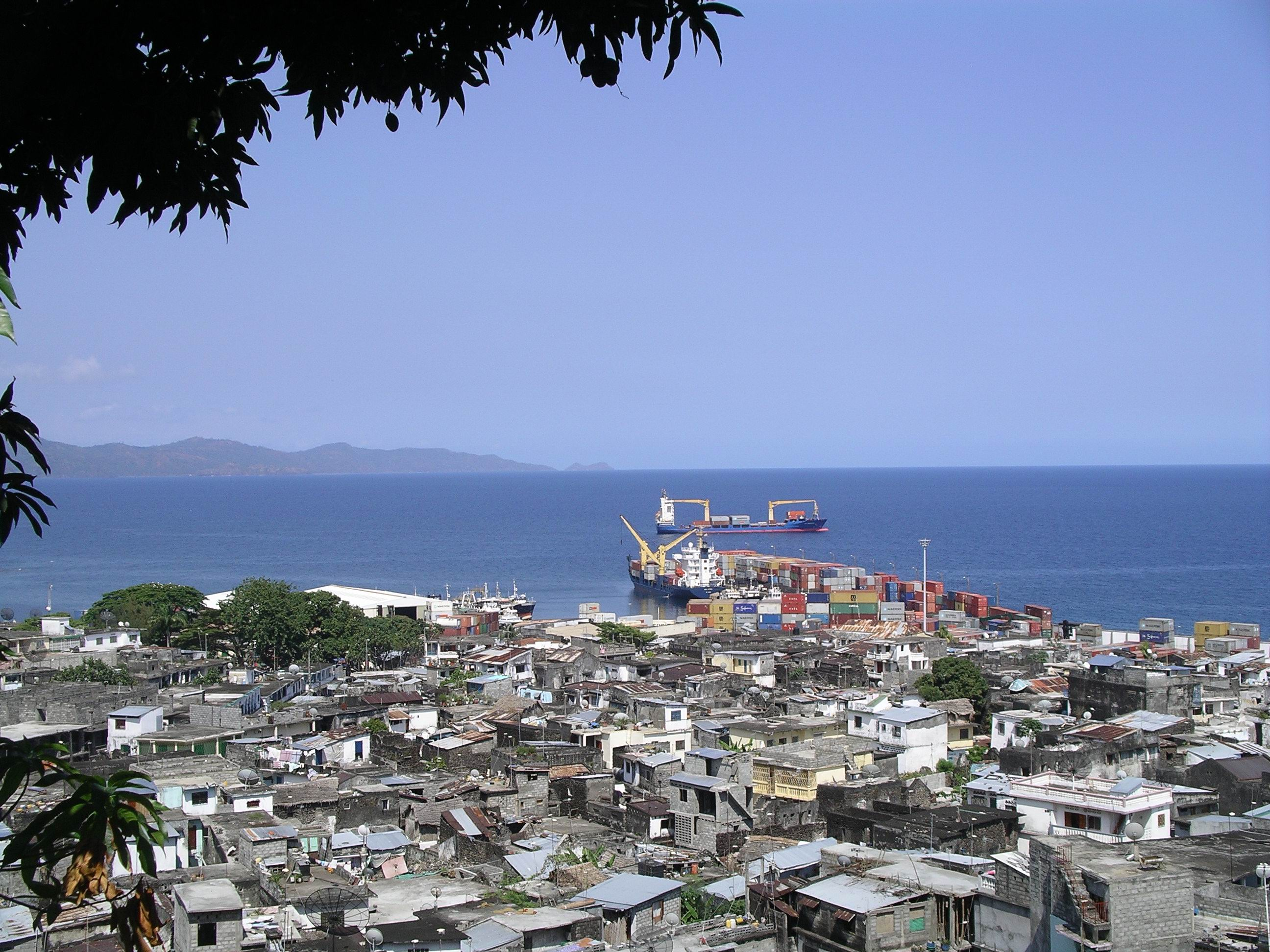
Vista del puerto y de la ciudad de Mutsamudu.

Comoras es considerado un país con un IDH medio, aunque según el umbral de la pobreza, solamente el 20 % de los comorenses puede clasificarse como pobre, por lo que su situación es mejor respecto a otros países en vías de desarrollo, ya que en este indicador muestra un porcentaje de 30 puntos menos respecto a otros países del África subsahariana. La pobreza ha disminuido un 10% entre 2014 y 2018, y las condiciones de vida han mejorado. La desigualdad económica sigue siendo elevada, con una mayor diferencia entre las zonas rurales y las urbanas. Las remesas procedentes de la diáspora comorense conforman una parte importante del PIB, y han servido para reducir la pobreza y mejorar la calidad de vida.
Según la base de datos estadística de la OIT, la tasa de desempleo se encuentra en un 4,3% aproximadamente. No obstante, según el Ministerio de Planificación y Desarrollo Regional, la tasa de desempleo registrada es de un 14,3% (2005). La distribución es muy dispar entre las distintas islas, y hay una mayor incidencia urbana.
En el 2017 comenzó a participar de la SADC y se convirtió en miembro de pleno derecho en 2018.
En 2019, más del 56% de los trabajadores se encontraban en el sector primario, mientras que el 29% trabajaban en el sector secundario, y el 14% en el sector terciario. El sector agrícola de las islas se basa en la exportación de especias, siendo las más importantes la vainilla, la canela, y el clavero, por lo que son susceptibles a las fluctuaciones en el precio en el mercado de materias primas. Comoras es el mayor productor mundial de ylang-ylang, una planta cuyo aceite esencial se utiliza en la industria del perfume.
Las elevadas densidades de población (de 1000 hab./km² en las zonas agrícolas más densas) pueden llevar a una crisis medioambiental en el futuro cercano, sobre todo por el elevado crecimiento de población. En el 2004 el crecimiento del PIB interanual es de un 1,9%, y el PIB per cápita disminuye. La disminución se debe a factores como una reducción en la inversión y en el consumo, y un aumento en la inflación y en la balanza comercial, debido a los bajos precios en el mercado de materias primas, especialmente la vainilla.
En 2022, el 17% de la población de Comoras sufría de subalimentación, lo que refleja una situación preocupante en términos de acceso adecuado a alimentos. La inseguridad alimentaria severa afectaba al 27.4% de la población, lo que indica que más de una cuarta parte de los habitantes enfrentaban graves dificultades para obtener una alimentación suficiente. En cuanto a la desnutrición infantil, el 18.2% de los niños menores de cinco años presentaban retraso en el crecimiento (baja talla para la edad), un indicador vinculado a deficiencias nutricionales crónicas. No obstante, este indicador ha mostrado una reducción significativa en comparación con el año 2000, cuando se situaba en 46.9%. Al desagregar por sexo, esta condición afectaba al 17.1% de las niñas y al 19.2% de los niños menores de cinco años.
La política fiscal no tiene buenos indicadores. Esto se debe a que los ingresos no son claros, los salarios de los empleados públicos son altos y la deuda externa es muy elevada. Poder tener un acuerdo de cooperación económica con Francia otorga una cierta estabilidad al país, aunque no es muy útil para contener los elevados incrementos en los precios domésticos.
Posee inadecuados sistemas de transportes, una joven y rápida población en crecimiento, y pocos recursos naturales. El bajo nivel educacional de la fuerza de trabajo contribuye a una actividad económica de subsistencia, y una fuerte dependencia en asistencia extranjera.
El gobierno intenta aumentar el entrenamiento educacional y técnico, a privatizar las entidades comerciales e industriales, a implementar servicios de salud, a diversificar las exportaciones, promover el turismo y reducir el alto crecimiento poblacional.
En 2024, la economía de Comoras creció un 3.4%, impulsada principalmente por el sector servicios, mientras que la industria aumentó 3.8%, aunque su impacto fue limitado debido a su baja participación en el PIB. El sector de la construcción se benefició de inversiones públicas en proyectos como el Hotel Galawa y el Hospital El-Maarouf. El consumo privado mejoró gracias a una inflación moderada del 5%, aunque el creciente déficit comercial contrarrestó parte de ese avance. El déficit fiscal se amplió al 3.9% del PIB debido a un aumento del gasto, mientras los ingresos se mantuvieron estables en 16.6% del PIB. No obstante, disminuyeron los ingresos por impuestos corporativos y al consumo, mientras que los ingresos por aduanas mejoraron, destacando la necesidad de prepararse para pérdidas asociadas a la adhesión a la OMC. La deuda pública aumentó a 36.8 % del PIB, aunque sigue siendo sostenible. El crédito doméstico se mantuvo en 24.4% del PIB, con un aumento del crédito al sector público (8.2%) y una desaceleración en el crédito al sector privado (1.6%), mientras que las vulnerabilidades del sistema financiero persisten por un alto nivel de préstamos incobrables (17%). 
En el sector externo, en el año 2024, según los pronósticos del Banco Mundial, la balanza por cuenta corriente presentó un déficit de 80.3 millones de dólares. Las exportaciones de bienes y servicios crecieron ligeramente un 2.5%, mientras que las importaciones aumentaron un 6.6%, exacerbando el desequilibrio comercial. Las exportaciones representaron apenas el 5.0% del PIB, mientras que las importaciones alcanzaron el 27.5%, lo que evidencia una alta dependencia del exterior. 
El PIB per cápita nominal se ubicó en 1,582.7 dólares estadounidenses. El consumo privado creció 3.2%, mientras que la inversión bruta representó el 12.2% del PIB. La inflación promedio anual fue de 2.2%, y la base monetaria representó el 22.3% del PIB. El tipo de cambio nominal se situó en 466.5 francos comorenses por dólar, y el índice de tipo de cambio real fue de 102.5 (base 2015 = 100). 

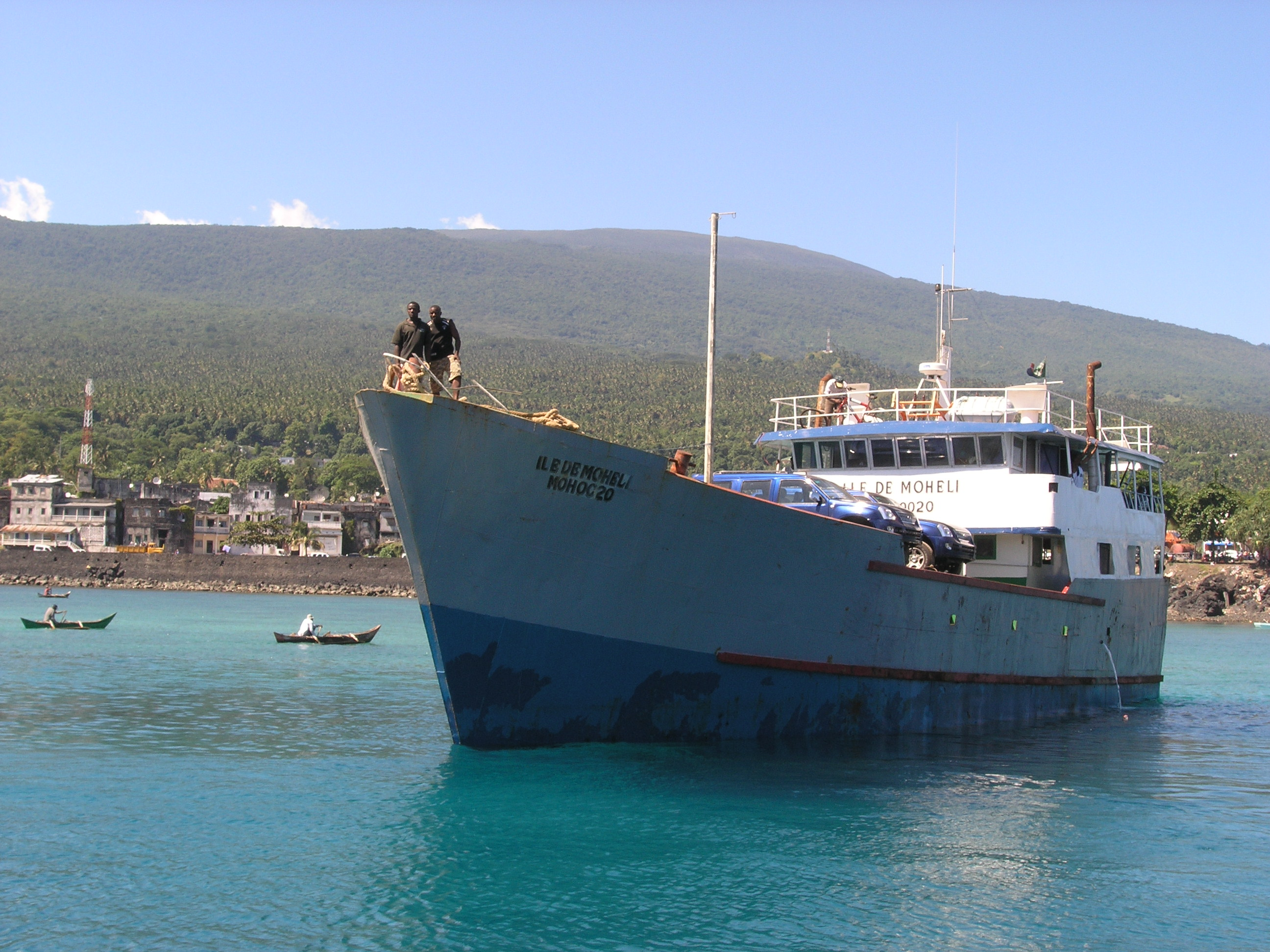
El Barco Île de Mohéli (Fomboni, Comoras)

### Pesca
La pesca es de gran importancia para la economía de muchos de los habitantes de las islas. En este campo, localidades como Ouellah Hamahamet ocupan el primer lugar de la región, ya que se considera la espina dorsal de las ventas de pescado en esta región y en las vecinas. Esta clasificación se debe a los diversos métodos y habilidades aplicados por los pescadores del pueblo, desde la pesca tradicional hasta la pesca artesanal.
Antes de 1980, la práctica de la pesca era de tipo tradicional, los pescadores utilizaban canoas con balancín, pero después de esa fecha, se acaba de aplicar un nuevo método mediante el uso de la lámpara petro-max para pescar durante la noche, el buceo y otros fueron también los métodos implementados para capturar el pescado. Alrededor de 1990, la progresión de la pesca tuvo un gran esfuerzo por la instalación de plantados (Boué) frente a la misma localidad. Hasta 2011, había un total de 3 puntos de desembarque que contenían un total de 50 canoas con balancín y unos 30 barcos de pesca a motor para la pesca artesanal. El crecimiento de la pesca también está vinculado a nuevos factores favorables: la longitud de la costa y la extensión de la plataforma local.
La pesca satisface el 90% de las necesidades de consumo de pescado a escala local, regional e interregional. Es el principal productor de varias especies de pescado, entre ellas diferentes tipos de atún, barracuda, sardinas, meros y otros, con un alto porcentaje de cerca del 90%, es decir, 1.500 toneladas diarias, sobre todo en el periodo de Kussi (de abril a octubre).

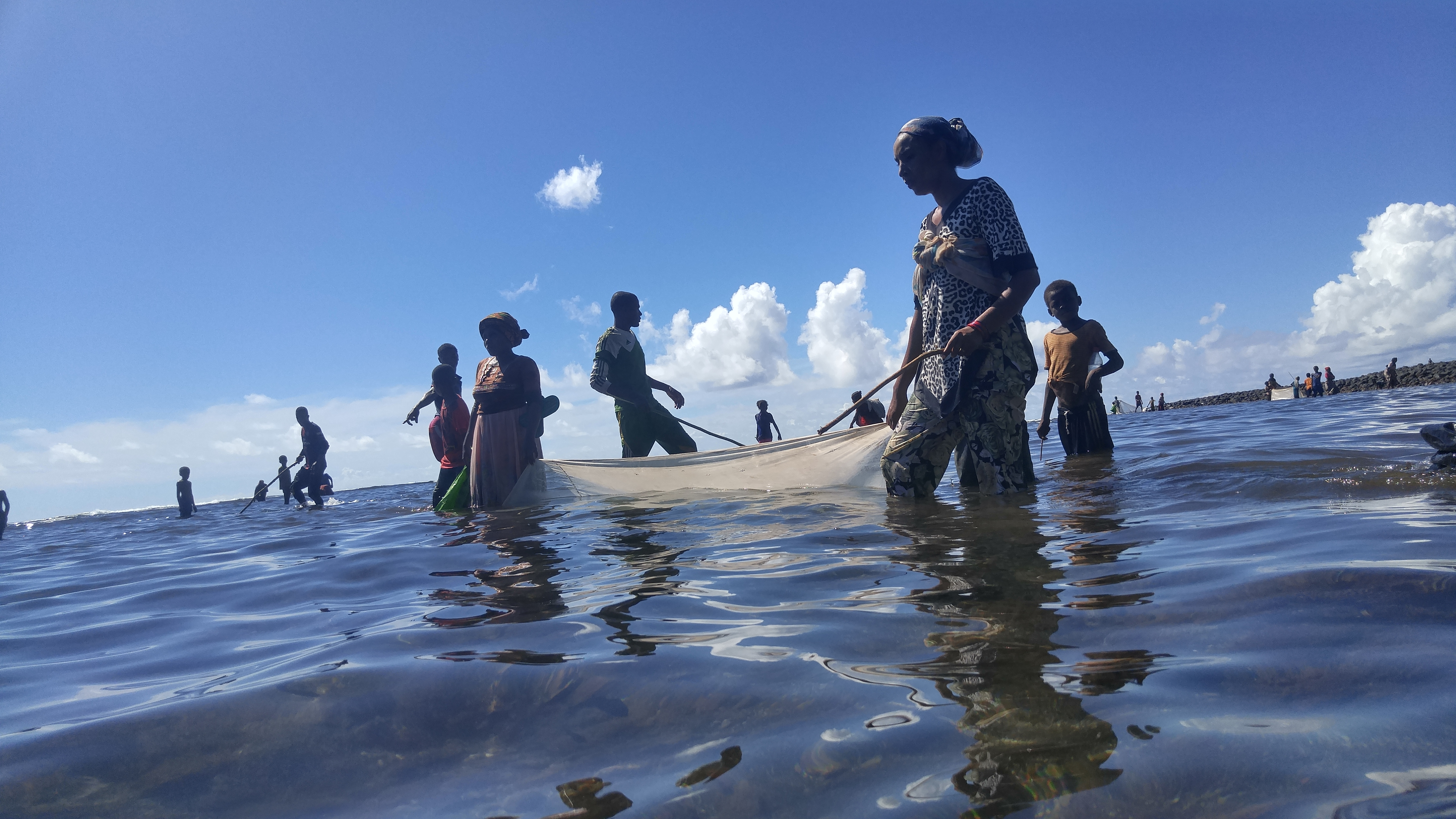
Mujeres pescando con redes frente a la costa de Anjouan, una de las tres islas de las Comoras.

A pesar de esta productividad, los pescadores locales muchas veces se encuentran en una situación difícil causada no sólo por la falta de una cámara frigorífica que pueda garantizar las actividades pesqueras, sino también por la destrucción del dique en Gran Comora en 1987, que protegía a los habitantes del mar, y cuyas olas destruyen las casas de estos pescadores.
Otra amenaza recurrente para la pesca la constituyen los peligros de tsunamis en la región del Océano Índico, que pueden abrumar a localidades pesqueras si los responsables políticos o las organizaciones de protección contra los desastres naturales no encuentran soluciones como diques con el fin de salvar a la población y los hábitats locales, que de lo contrario podrían verse amenazados en los próximos años.

## Demografía
Según estimaciones, en el año 2024, la población total era de 870 mil habitantes, con una densidad de población de 465.7 hab/km². Por ello, es uno de los países menos poblados del mundo, pero cuenta con una de las densidades de población más elevadas. La esperanza de vida es de 67 años, siendo para los hombres de 65 años y para las mujeres de 69 años. En 2022, la tasa de alfabetización entre personas mayores de 15 años en Comoras fue del 62 %, según datos del Banco Mundial. En el 2001, el 34% de la población era urbana, pero se cree que actualmente es mayor, ya que hay una pérdida de población rural en un país con una gran tasa de crecimiento poblacional. La población rural en 2023 fue del 70%, mientras que la población urbana representó el 30% con un crecimiento anual de 2.8%

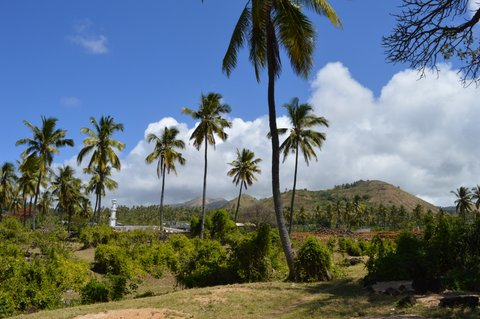
Hatsinzi en el norte de la Isla Gran Comora

Aproximadamente la mitad de la población es menor de 15 años. Las principales localidades son Moroni, Mitsamihuli, Fumbuni, Mutsamudu, Domoni y Fomboni. Entre 200 000 y 350 000 comorenses viven en Francia. Moroni, ubicada en la parte oeste de la isla de Gran Comora, es la ciudad más grande de Comoras y con más habitantes. Sin embargo, la isla de Anjouan es la más densamente poblada, es decir, donde vive más gente en relación con el tamaño de su territorio.

### Grupos étnicos
La etnia comorana que habita las islas principales (86% de la población), es de origen árabe y africano. Entre las minorías se encuentran los malgalaches y los indios, los cuales son principalmente ismailíes. En Moroni existe recientemente inmigración de origen chino. Aunque la mayor parte de los franceses abandonaron el país tras la independencia en 1975, existe una comunidad criolla, la cual proviene de Francia, Madagascar y Reunión.

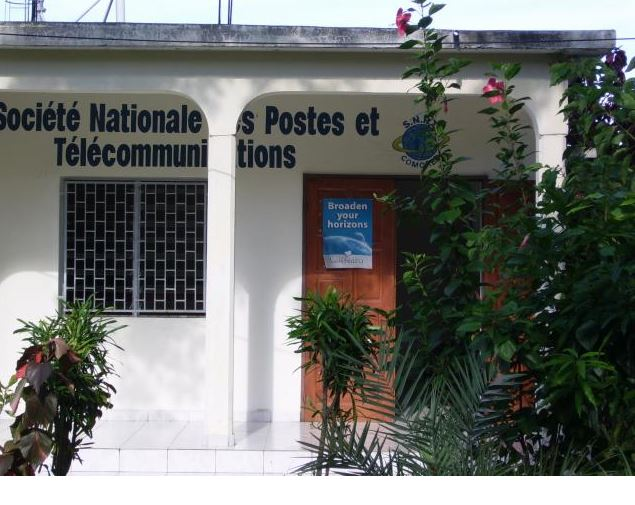
Aviso en francés en la Sociedad de Correos y Telecomunicaciones de las Comoras

### Idiomas
El idioma más común es el comorense (shikomori), el cual tiene relación con el suajili. Existen cuatro dialectos, uno por cada isla (incluyendo el dialecto de la isla de Mayotte que en referéndum optó por seguir siendo dependencia de Francia). También se habla francés, árabe y malgache. Se usan tanto el alfabeto árabe como el alfabeto latino, estando el árabe más extendido. Recientemente, se ha desarrollado una ortografía oficial en el alfabeto latino.
En la Constitución comorense figura como una de las lenguas oficiales de la Unión de las Comoras. El shimaore, una de las lenguas, se habla en la disputada isla de Mayotte, un departamento francés reclamado por Comoras.
Al igual que el suajili, las lenguas comorenses son sabakis, de la familia de las lenguas bantúes. Cada isla tiene su propia lengua, y las cuatro se dividen convencionalmente en dos grupos: el grupo oriental está compuesto por el shindzuani (hablado en Ndzuani o Anjuan) y el shimaore (Mayotte), mientras que el grupo occidental está compuesto por el shimwali (hablando en Mwali o Mohéli) y el shingazija (hablado en Ngazidja o Gran Comora). Aunque las lenguas de los distintos grupos no suelen ser mutuamente inteligibles, ya que sólo comparten alrededor del 80% de su léxico, existe inteligibilidad mutua entre las lenguas de cada grupo, lo que sugiere que el shikomori debería considerarse como dos grupos lingüísticos, cada uno de los cuales incluye dos lenguas, en lugar de cuatro lenguas distintas.
Históricamente, la lengua se escribía en escritura ajami, basada en el árabe. La administración colonial francesa introdujo la escritura latina, de la que se decretó oficialmente una versión modificada en 2009. En la actualidad, muchos comoranos utilizan la escritura latina para escribir la lengua comorana, aunque la escritura ajami sigue siendo muy utilizada, especialmente por las mujeres.
Es la lengua del Umodja wa Masiwa, el himno nacional.

### Religión

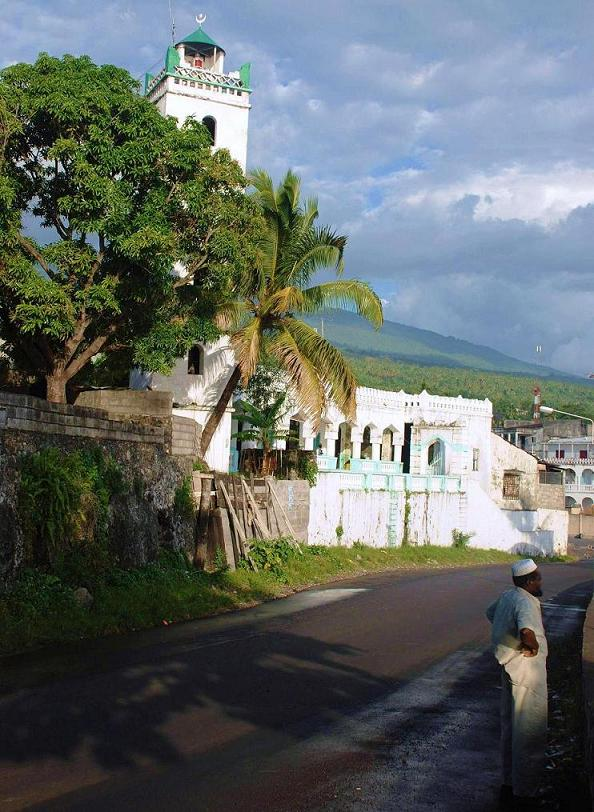
Mezquita de Moroni.

El Islam es la religión dominante, ya que el 99% de la población lo practica, concretamente son suníes. Las escuelas coránicas para niños refuerzan su influencia. Comoras es el único país de mayoría musulmana del sur de África, y el segundo territorio más meridional de mayoría musulmana, quedando únicamente al norte de Mayotte. Debido a esto, la cultura árabe está firmemente establecida en el archipiélago.
Existe una minoría de cristianos en Comoras, los cuales son principalmente católicos y de diversas denominaciones protestantes. La mayoría de los residentes malgalaches son cristianos. Los cristianos católicos son mayoritarios entre los expatriados de la Francia metropolitana, inmigrantes de otros países africanos o conversos.
Hay al menos 4.300 católicos (bajo la responsabilidad del Vicariato Apostólico del Archipiélago de las Comoras) representan alrededor del 0,5 % y 1.680 cristianos protestantes alrededor del 0,25 % de la población de las Comoras.
Según la Enciclopedia Cristiana Mundial, hay al menos una congregación de los Adventistas del Séptimo Día y otra de la Iglesia Reformada de las Comoras (localmente llamada en francés Èglise réformée des Comores)
Existe libertad de culto individual, aunque a los no musulmanes se les niegan ciertos derechos, como testificar ante un tribunal.
Algunos grupos occidentales, en su mayoría evangélicos, tienen prohibidas las actividades misioneras pero ofrecen ayuda humanitaria y no reciben el registro estatal como comunidad religiosa. La ley prohíbe las misiones cristianas bajo amenaza de prisión y multa. En 2006, cuatro personas fueron condenadas a tres meses de prisión por hacer proselitismo.
En la isla de Njazidja, la libertad para las comunidades cristianas es mayor que en otras partes de las Comoras. Hay iglesias católicas en Moroni (Église de Sainte Thérèse de l'Enfant Jésus) y en Mutsamudu. En Moroni hay al menos una iglesia protestante.
Aunque la tradición shafií ha permitido durante mucho tiempo una gran tolerancia religiosa en las Comoras, la reciente y creciente influencia de Arabia Saudí, que está invirtiendo fuertemente en la isla (40 millones de euros en 2017) bajo el impulso del presidente Azali Assoumani, ha llevado a los observadores internacionales a temer la influencia del radicalismo wahabí en el archipiélago, y los riesgos políticos que conlleva. Así, un informe de 2019 de la Comisión de Asuntos Exteriores de la Asamblea Nacional francesa relata:
"Los Estados del Golfo, en particular Arabia Saudí, ejercen allí una influencia creciente. Mientras que el presidente Sambi estaba volcado hacia Irán, el presidente Azali lo está decididamente hacia Arabia Saudí, hasta el punto de que las Comoras rompieron relaciones con Irán y, más recientemente, con Qatar". El islam suní de rito shafií es la religión del 98% de la población y la revisión constitucional [pronunciada por el presidente Azali en 2017] le otorgó el rango de religión de Estado. En la práctica, parece que la población chií, ampliamente minoritaria, es objeto de medidas represivas en las más altas esferas del Estado. [...] Existe una tendencia a la radicalización de ciertos individuos, que se ha convertido en motivo de preocupación en las Comoras. Esto se debe en parte a la influencia de los imanes formados en el extranjero, en los Estados del Golfo, en Sudán o en Pakistán. [...] En realidad, no se ha hecho nada en el país para luchar contra la radicalización. Las autoridades consideran que el chiismo es una amenaza mayor que el sunismo radical.

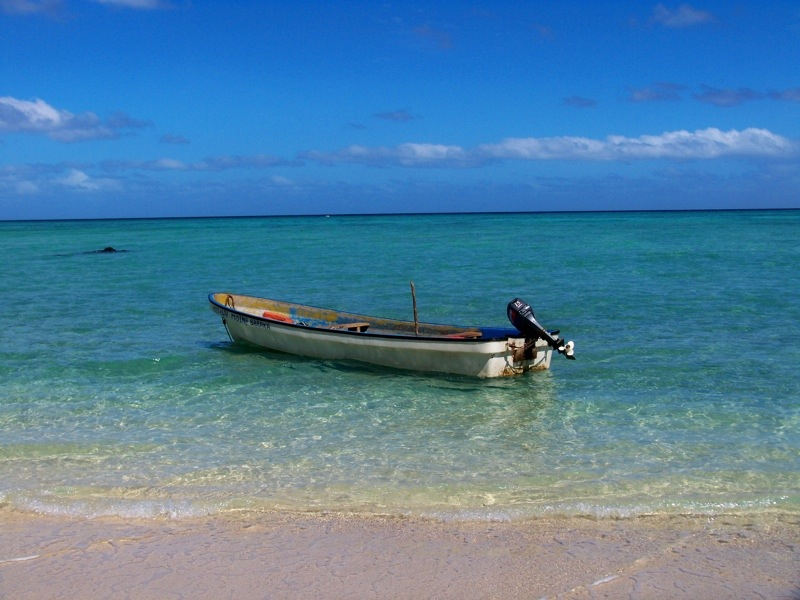
Un kwassa kwassa, barco de pesca utilizado por los contrabandistas para llegar a Mayotte.

### Migración
La demografía de las Comoras está marcada por un fuerte saldo migratorio negativo, con una gran parte de la población viviendo en el extranjero, principalmente en territorio francés (un comorano de cada cuatro), legal o ilegalmente (especialmente en Mayotte, donde cerca del 50% de la población es extranjera, principalmente comoranos ilegales). Se ha creado así una diáspora.
Se dice que entre 150.000 y 300.000 comorenses viven fuera de su país, "incluidos entre 50.000 y 100.000 en Mayotte", y según el expresidente comorense Abdallah Sambi, "Marsella es la 5ª isla de las Comoras ".
La migración clandestina nocturna en piragua no está exenta de peligros: entre 7.000 y 10.000 personas habrían muerto entre 1995 y 2012 al intentar llegar a Mayotte en embarcaciones improvisadas (kwassa kwassa), convirtiendo la ensenada que separa Mayotte de Anjouan en el primer cementerio marino del mundo.
Numerosas asociaciones (como la Asociación Nacional de Asistencia Fronteriza a Extranjeros) y personalidades denuncian la complicidad activa del Estado comorano en esta tragedia: la fábrica que produce las frágiles embarcaciones en Anjouan nunca se ha preocupado, y de las 450 a 500 salidas estimadas cada año, las autoridades comorenses apenas interceptan una, permitiendo así que florezca esta siniestra industria de la muerte, y abandonando toda la gestión de esta tragedia humanitaria al Estado francés al otro lado del océano.
En 2023-2024, las tensiones entre la Unión de las Comoras y Mayotte,  territorio francés de ultramar, se intensificaron a raíz de la "Operación Wuambushu", lanzada por Francia para desalojar a inmigrantes irregulares —en su mayoría comorenses— de asentamientos informales en Mayotte y deportarlos a la isla comorana de Anjouan. El gobierno comorense, presidido por Azali Assoumani, se negó a aceptar a los deportados, alegando que no se podía verificar su nacionalidad y cuestionando la legalidad de los retornos forzados.
En 2024, Comoras registró un total de 12.4 mil migrantes internacionales residiendo en el país, lo que equivale al 1.4% de su población total. Estos datos reflejan una presencia migratoria relativamente baja dentro del país. Del total de migrantes internacionales en Comoras, el 51.6% corresponde a mujeres, lo que indica una distribución de género ligeramente mayoritaria femenina en la población migrante residente. Por otro lado, el número de emigrantes comorenses alcanzó las 367.6 mil personas en 2024. Esta cifra representa una parte considerable de la población nacional viviendo fuera del país, y resalta la importancia de la emigración como fenómeno estructural en la historia reciente de Comoras. Además, del total de emigrantes internacionales originarios del país, el 53.9% son mujeres, lo que sugiere una feminización moderada del fenómeno migratorio comorense hacia el exterior. 

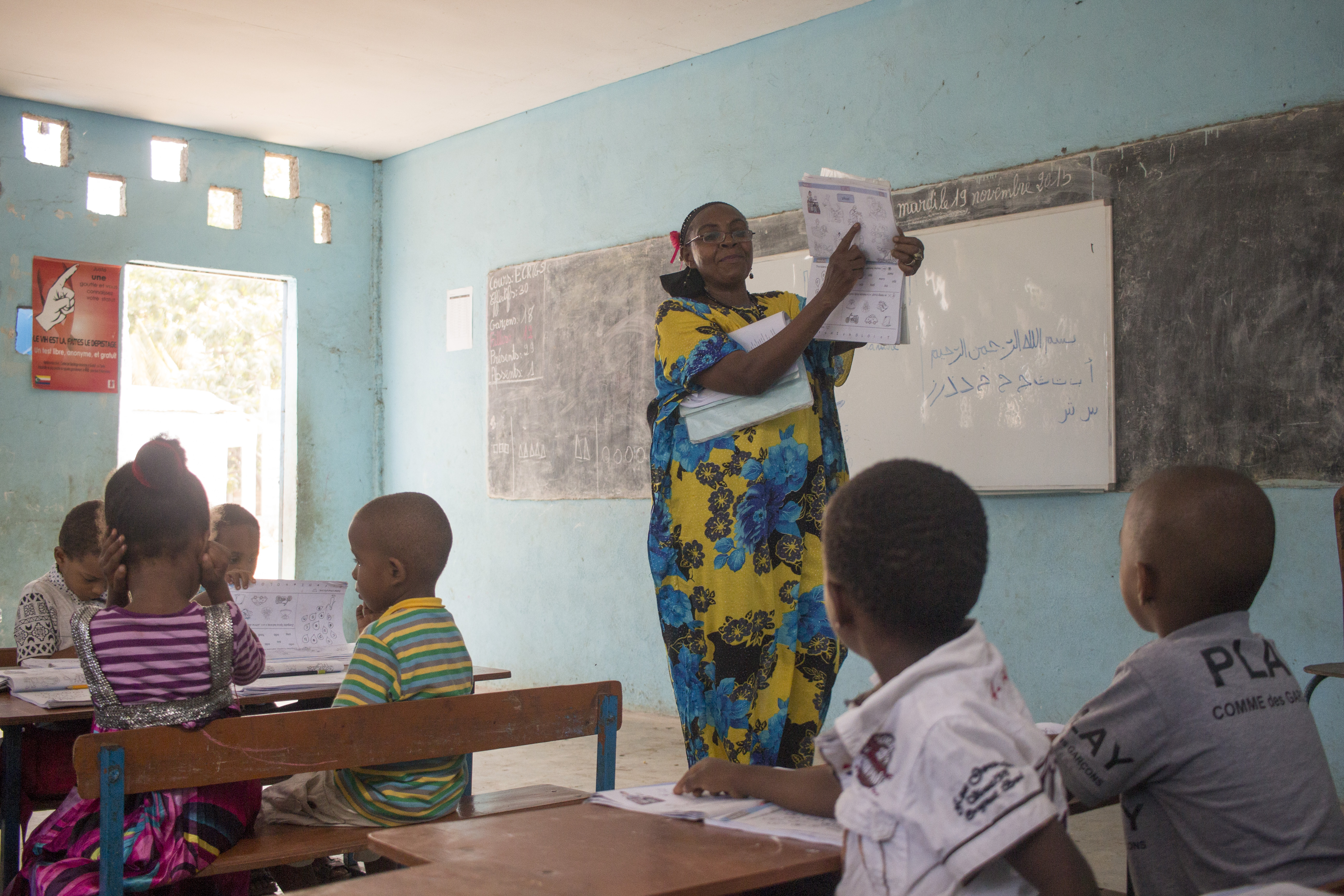
Una profesora de una clase de preescolar que enseña shindzuwani, una lengua local en Anjouan, Comoras.

### Educación
El sistema educativo de las Comoras parece haber comenzado con la llegada del Islam al archipiélago, hacia el siglo XI, y ha experimentado varias evoluciones desde entonces. Estas evoluciones no han sido continuas, pero esta historia estará marcada esencialmente por la evolución institucional del archipiélago y un acceso cada vez mayor a la educación desde la proclamación de la independencia hasta nuestros días.
El sistema educativo es heredero del sistema consuetudinario (escuela coránica privada) y del sistema educativo francés basado en la gratuidad. Prácticamente todos los niños reciben primero enseñanza en medersas donde aprenden a leer en árabe (con el Corán), y después, en su mayoría, reciben una educación "occidental". La enseñanza occidental se imparte en francés al menos hasta el bachillerato, reconocido por Francia. Los hijos de las clases sociales más ricas y occidentalizadas siguen, sobre todo en Moroni, una educación de tipo occidental y otra musulmana.
Durante mucho tiempo, el sistema educativo se limitó a la instrucción de los valores religiosos islámicos, así como al aprendizaje de los rudimentos necesarios para la vida de la época (agricultura, ganadería y tareas domésticas). El sistema educativo sufriría su primera gran convulsión con la introducción de la escuela laica colonial a principios del siglo XX. Este modelo, reservado durante mucho tiempo a una cierta élite, experimentaría una importante democratización tras la independencia del país en 1975. Sin embargo, desde entonces, la cuestión del acceso, que sigue siendo pertinente, ha sido una de las cuestiones a las que deben responder los poderes públicos habida cuenta de la función de "ascensor social" asignada a la escuela.

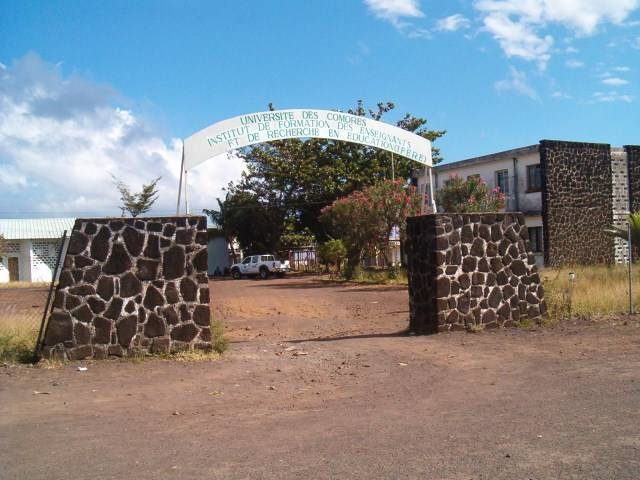
Instituto de Formación del Profesorado e Investigación Educativa, Universidad de las Comoras

Las dificultades de tesorería de los distintos gobiernos, que no han podido pagar los sueldos de los funcionarios, también han afectado al sistema educativo. Entre 1997 y 2001, los profesores de las escuelas públicas no remunerados se declararon en huelga. Sólo funcionaba el sector privado.
Entre 1978 y 2000, los estudiantes que deseaban adquirir una formación complementaria (post-bachillerato) tenían que irse al extranjero. Desde 2000 se ha vuelto a crear una universidad en algunos campos.
Sin embargo, la educación en Comoras sigue dependiendo principalmente del envío a Francia de jóvenes de familias adineradas (que rara vez regresan para trabajar en el país), y se hace poco para invertir localmente en educación. Así, un informe de 2019 de la Comisión de Asuntos Exteriores de la Asamblea Nacional francesa señala que la educación en las Comoras "refleja todo lo que ocurre en esta isla, a saber, que están a la espera del mundo exterior. Incluso si hay algunas personas excelentes dispuestas a trabajar a nivel universitario [...], hay muchos obstáculos, tanto a nivel administrativo como político. Las inversiones se desvían, los recursos escasean y, de momento, no se habla de una facultad de medicina.
Según los últimos datos del Banco Mundial, en Comoras, el sistema educativo muestra avances moderados en materia de acceso y equidad. En 2018, el índice de paridad de género (IPG) en la matrícula escolar combinada de los niveles primaria y secundaria fue de 1.02, lo que indica una participación ligeramente mayor de las niñas en comparación con los niños, y refleja una relativa equidad en el acceso a la educación entre ambos géneros. 
En cuanto a la finalización de la educación secundaria inferior, el 50.1% de los jóvenes del grupo de edad correspondiente logró completar este nivel en 2021. Al desagregar los datos por sexo, se observa que el 51.3% de las mujeres alcanzó este nivel educativo, en contraste con el 48.8% de los hombres, lo que refuerza la tendencia de mayor persistencia escolar entre las mujeres. Por otro lado, la tasa de alfabetización entre los jóvenes de 15 a 24 años fue del 82% en 2022.

### Salud
El sistema sanitario de las Comoras es extremadamente deficiente y se basa principalmente en la proximidad a Francia: las familias ricas van a Francia para recibir tratamiento, y las más pobres arriesgan sus vidas en un kwassa kwassa sanitario con la esperanza de acudir al Hospital de Mayotte, que ya está saturado y carece de personal suficiente. Se han construido varios hospitales, pero funcionan al mínimo debido a la falta de médicos cualificados (por ejemplo, el hospital de Mitsamiouli ni siquiera dispone de agua corriente, y es esencialmente una consulta privada del ministro de Sanidad).
Al parecer, un ministro declaró a la Comisión de Asuntos Exteriores de la Asamblea Nacional francesa, amparándose en el anonimato, que "no tiene sentido intentar crear una escuela de medicina para formar a sus propios médicos in situ, ya que Francia y los demás países que ayudan al desarrollo de las Comoras harían mejor en dar el dinero para ofrecer billetes de avión y recibir tratamiento fuera, donde los sistemas son eficaces ".
Los residuos médicos, que suponen un grave riesgo para la salud, ya no se tratan desde que se estropeó la incineradora médica: por lo tanto, se vierten en el vertedero al aire libre y constituyen un riesgo biológico importante.
En 2021, el gasto general del gobierno comorense destinado a la salud representó el 4.7% del gasto público total, lo que marcó una disminución de 2.2 puntos porcentuales respecto a 2020. A pesar de esta reducción, algunos indicadores del sistema de salud muestran mejoras.
En 2022, Comoras recibió 22.29 dólares estadounidenses per cápita en asistencia oficial neta para el desarrollo destinada a la investigación médica y los servicios básicos de salud. En cuanto al personal de salud, ese mismo año se registró una densidad de 4.24 médicos por cada 10,000 habitantes, lo que representa un aumento respecto a 2012. También se observó una mejora en la densidad de enfermeras y parteras, con 16.44 por cada 10,000 habitantes.
Otros indicadores muestran progresos en el número de profesionales especializados: en 2022, Comoras contaba con 0.38 dentistas y 0.48 farmacéuticos por cada 10,000 habitantes, ambos en aumento desde 2012.

## Cultura
Tradicionalmente, las mujeres de Ndzuwani visten prendas con patrones rojos y blancos denominadas shiromani, mientras que en Ngazidja y en Mwali visten chales leso, los cuales son coloridos. Muchas mujeres se añaden en sus rostros una pasta de tierra de sándalo y coral llamada msinzano. Las prendas masculinas tradicionales constan de una camisa larga blanca conocida como nkandu, y un sombrero kofia.

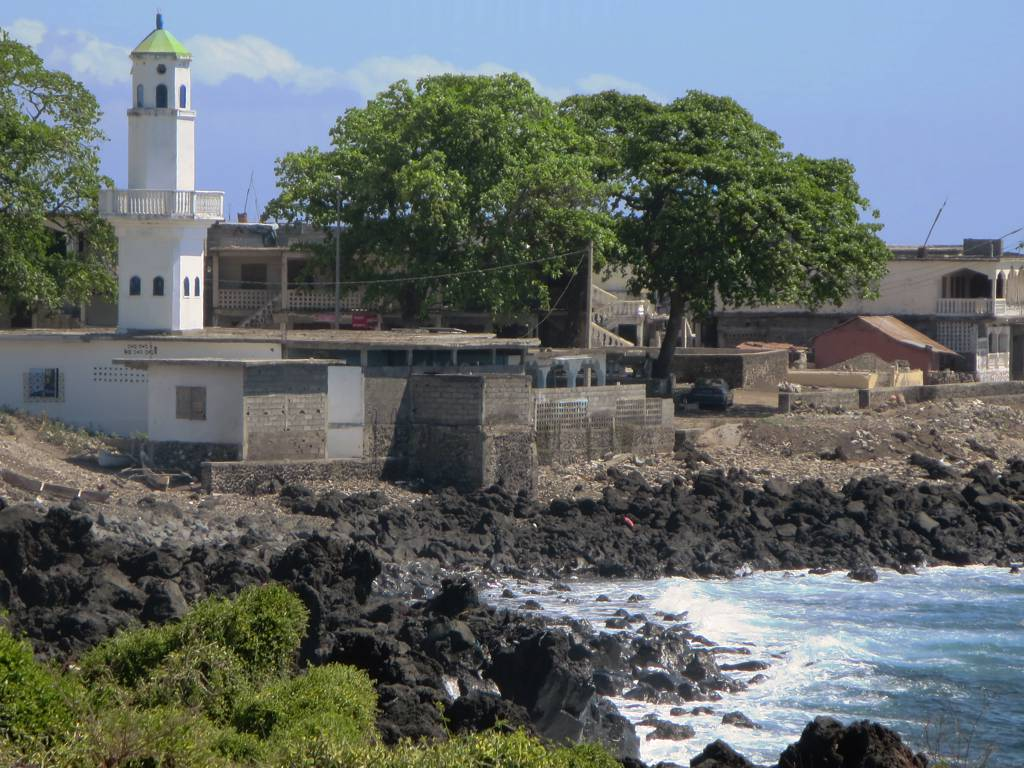
Vista de la localidad de Foumbouni

### Estructura social
La sociedad comorense tiene un sistema de descendencia bilateral. La pertenencia a un linaje y la herencia de los bienes inamovibles se realiza por vía materna, por lo cual tiene similitudes con los bantúes, mientras que otros bienes y los patronímicos se heredan por la vía paterna. No obstante, existen diferencias entre distintas islas, ya que en la isla de Ngazidja existe una mayor influencia por vía materna.

### Música
El género musical twarab, el cual fue importado de Zanzíbar a principios del siglo XX, sigue teniendo una gran influencia en las islas, y es popular en los matrimonios ada.
Las Comoras son un grupo de islas del océano Índico, en su mayoría una nación independiente, pero que también incluye el territorio francés de Mayotte. Históricamente vinculadas al África oriental y a Francia, en la actualidad tienen una fuerte influencia malgache. Sin embargo, la música taarab de Zanzíbar sigue siendo el género más influyente en las islas, y es popular una versión comorana llamada twarab. Entre los principales grupos de twarab figuran Sambeco y Belle Lumière, así como cantantes como Chamsia Sagaf y Mohammed Hassan.
Entre los instrumentos comoranos destacan el laúd y el violín, el acompañamiento más frecuente del twarab, así como el gabusi (un tipo de laúd) y el ndzendze (una cítara de caja), y el tambor msondo. También es popular la música sega de las cercanas Mauricio y Reunión. El oboe primitivo, el ndzumara, está casi extinguido.
Entre los músicos modernos se encuentran Abou Chihabi, que compuso el himno nacional comorano y es conocido por su música panafricana de variedades con tintes reggae, fusionistas de reggae/zouk/soukous como Maalesh y Salim Ali Amir, Nawal, Ali Saïd Achimo, que reside en París, Diho, cantautores e instrumentistas.

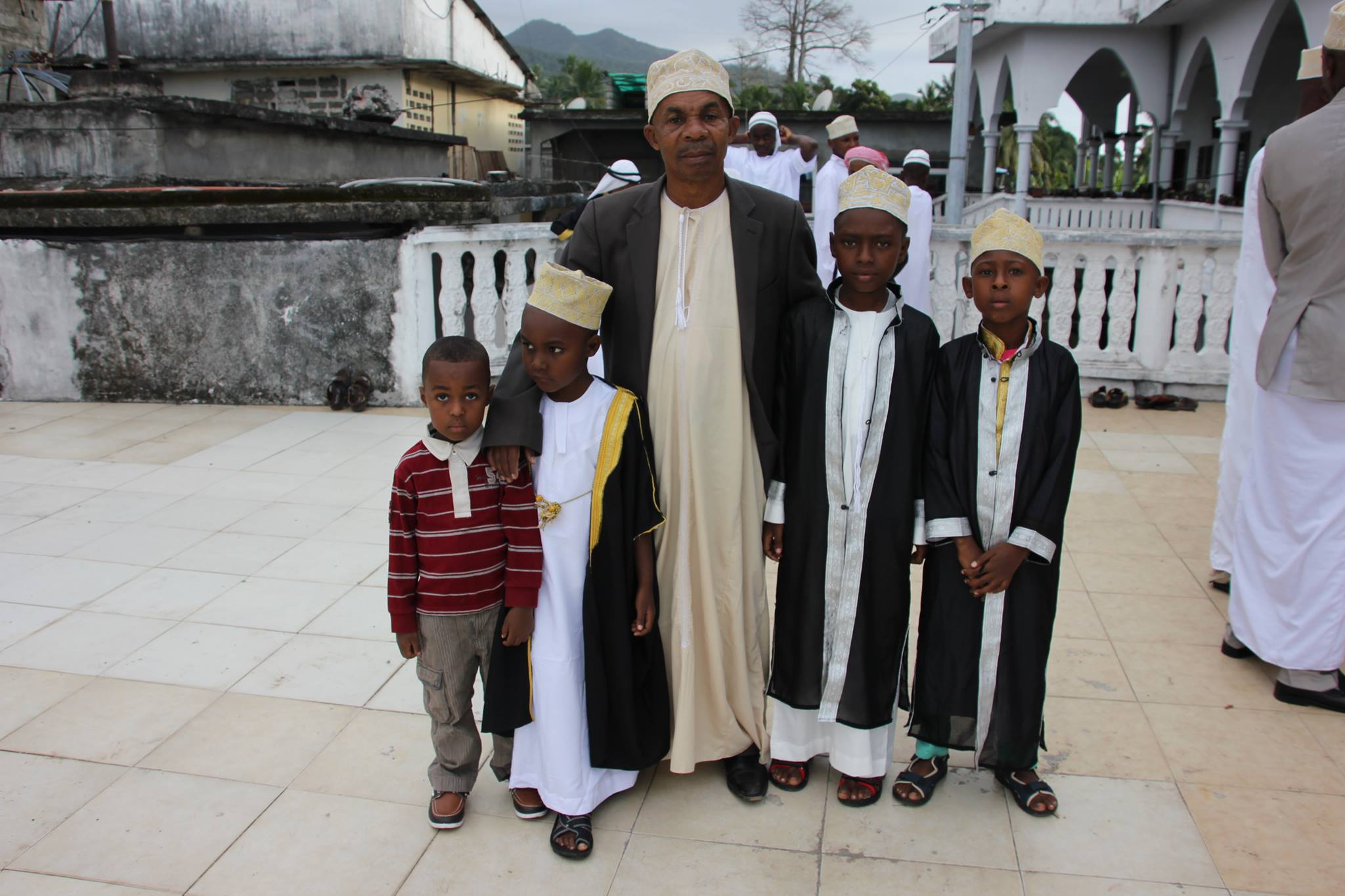
Un hombre y sus hijos llevan el sombrero comorano kofia durante el Eid, delante de la Mezquita de la ciudad de Mbéni

### Tradiciones y costumbres
Las influencias árabes, africanas e indias se encuentran en las tradiciones y costumbres comorenses en la vestimenta tradicional: lesso, chiromanie (chal), kändou, kofia (gorro para los hombres), pero también en la gastronomía tradicional (samoussa, embrevade, curry, mardouf), así como en algunos ritos de la vida cotidiana (oración, comidas...). La sociedad es matrilineal en Gran Comora y Moheli, mientras que en Anjouan la filiación es indiferenciada.
En Gran Comora, la gran boda (árabe: عادة, 'adâ, "costumbre"; Shingazidja: âda) es una tradición ineludible. Representa el ahorro de toda una vida y permite alcanzar el rango de gran notable. Este acontecimiento social está en el origen de la gran precariedad social de la isla y de la corrupción generalizada, por una parte, pero también de una fuerte cohesión social y de los importantes ingresos de la diáspora, por otra. La vestimenta de la muchacha que se va a casar puede incluir un sahar y una soubaya (ropa oficial de boda).
Los bailes tradicionales incluyen el sambé, el chigoma, el djalico, el toirabou, etc.
La comida consiste en madaba, ntsouzi, madjimbi, ntsambou, goudougoudou, siniya, foutra.
Existen dos tipos de matrimonio en las Comoras: el pequeño matrimonio (conocido como Mna daho en Ngazidja) y el matrimonio consuetudinario (conocido como ada en Ngazidja, harusi en las demás islas). El pequeño matrimonio es un matrimonio legal sencillo. Es pequeño, íntimo y barato, y la dote de la novia es nominal. Un hombre puede contraer varios matrimonios mna daho a lo largo de su vida, a menudo al mismo tiempo, y una mujer menos; pero tanto los hombres como las mujeres suelen contraer un solo ada, o gran matrimonio, y éste debe celebrarse generalmente dentro de la aldea. Las características del gran matrimonio son deslumbrantes joyas de oro, dos semanas de celebraciones y una enorme dote nupcial. Aunque los gastos se comparten entre ambas familias, así como con un círculo social más amplio, una boda ada en Ngazidja puede costar hasta 50.000 euros (74.000 dólares estadounidenses) Muchas parejas tardan toda una vida en ahorrar para su ada, y no es raro que al matrimonio asistan los hijos adultos de la pareja.
El matrimonio ada marca la transición del hombre de joven a anciano en el sistema de edades ngazidja. Su estatus en la jerarquía social aumenta considerablemente, y a partir de entonces tendrá derecho a hablar en público y participar en el proceso político, tanto en su aldea como en el resto de la isla. Tendrá derecho a mostrar su estatus llevando un mharuma, una especie de chal, sobre los hombros, y podrá entrar en la mezquita por la puerta reservada a los ancianos y sentarse delante. El estatus de la mujer también cambia, aunque menos formalmente, cuando se convierte en "madre" y se muda a su propia casa. El sistema está menos formalizado en las demás islas, pero el matrimonio es, no obstante, un acontecimiento significativo y costoso en todo el archipiélago.
A menudo se critica el ada por su gran gasto, pero al mismo tiempo es una fuente de cohesión social y la principal razón por la que los emigrantes en Francia y otros países siguen enviando dinero a casa. Cada vez más, también se gravan los matrimonios para el desarrollo de los pueblos.

### Medios de Comunicación
A principios de la década de 1980, las Comoras carecían de medios de comunicación nacionales. La emisora estatal Radio Comores, que emitía desde Gran Comora, no tenía potencia suficiente para enviar señales claras a las otras dos islas de la república.
En 1984, Francia se comprometió a financiar un transmisor de FM (frecuencia modulada) lo suficientemente potente como para transmitir a las tres islas, y en 1985 se comprometió a financiar un periódico nacional después de que un estudio de la Organización de las Naciones Unidas para la Educación, la Ciencia y la Cultura (Unesco) revelara que Comoras era el único miembro de la ONU que carecía de medios de comunicación impresos y electrónicos. En julio de 1985 comenzó a publicarse un periódico estatal, Al-Watwan, primero como mensual y poco después como semanal. En la actualidad existen varias publicaciones, diarias, como La Gazette des Comores, o semanales, como L'Archipel, un semanario independiente que comenzó a publicarse en 1988 y que ahora aparece de forma intermitente. Al Balad, diario publicado por CGH, ya no existe.
Una agencia de prensa, Agence Comores Presse, tiene su sede en la capital Moroni.
Además de las emisiones nacionales en FM en comorano, suajili y francés, en 1993 Radio Comores emitía internacionalmente en la banda de onda corta en suajili, árabe y francés, pero los servicios de onda corta se han suspendido en la actualidad. Radio Tropique FM, una de las primeras, comenzó a emitir en 1991, aunque tanto ella como su director, el activista político Ali Bakar Cassim, han sido ocasionalmente objeto de la ira del gobierno.
La ORTC (Office de Radio et Télévision des Comores), cuyos estudios fueron financiados por el gobierno chino, emite actualmente tanto radio como televisión en abierto a escala nacional y por cable y satélite en Francia.
Se calcula que en 1989 las Comoras disponían de 61.000 radios y 200 televisores.
Los representantes de los medios de comunicación independientes han sido ocasionalmente acorralados junto con otros críticos del gobierno durante los recurrentes episodios de crisis política de la república. Sin embargo, en general se respeta la libertad de expresión, y medios como Radio Tropique FM y L'Archipel, que destaca por su columna satírica "Winking Eye", siguen ofreciendo comentarios políticos independientes.

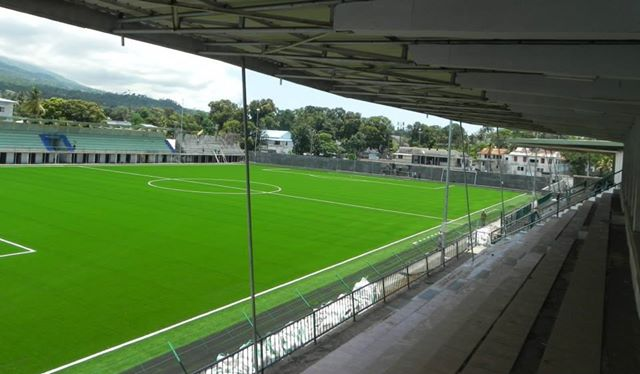
Estadio Multipropósito de Moroni, capital de las Comoras

## Deporte
La mayoría de los deportes que se practican en las Comoras se introdujeron en la época de la colonización francesa. El fútbol es el deporte más popular, aunque el baloncesto también se encuentra muy presente. Otros deportes que se practican son el atletismo, la natación, el tenis y el ciclismo.
La Selección de fútbol de Comoras es controlada por la Federación Comorense de Fútbol, y afiliada a la CAF y a la FIFA. Nunca se ha clasificado a la Copa Mundial de Fútbol, pero recientemente se clasificó y jugó la Copa Africana de Naciones 2021, donde alcanzó unos aceptables octavos de final. Este histórico logro fue producto del importante progreso que ha tenido el fútbol comorense en los últimos años. Dentro de Comoras, existe la Primera División de las Comoras, que fue fundada en 1979 y el equipo más ganador es el Coin Nord con 7 títulos.
En la actualidad, la selección comorense, conocida como “Los Coelacanthes”, consiguió su clasificación a la Copa Africana de Naciones 2025 en Marruecos tras derrotar a Gambia 2‑1 el 15 de noviembre de 2024 en la última jornada del Grupo A. 